# Euskera
El euskera, vasco o vascuence (autoglotónimo: euskara) es una lengua de origen paleoeuropeo. Es la lengua tradicional de los vascos, con unos 800 000 hablantes nativos en 2024. Es la única lengua aislada de Europa y su origen exacto continúa siendo discutido.
El euskera es una lengua ergativa y aglutinante, a diferencia de la gran mayoría de las lenguas indoeuropeas. Tiene flexión nominal en dieciséis casos, formados por declinación y posposición. La estructura del sintagma verbal permite la omisión de pronombres de complemento directo e indirecto en la frase. Normalmente se clasifica como un idioma sujeto objeto verbo (SOV), aunque el orden oracional es en la mayoría de casos libre. Aproximadamente el 60 % de su léxico deriva de un sustrato no indoeuropeo, reconstruido por los lingüistas como protoeuskera, y el resto proviene en su mayoría del latín, del castellano y del navarroaragonés. El vasco ha influido en la formación de las lenguas de la península ibérica, incluido el español.
Se trata de una lengua pluricéntrica con cinco grandes dialectos: el occidental o vizcaíno, el central o guipuzcoano, el navarro-labortano, el navarro y el suletino. Estos dialectos conviven con la variedad estándar conocida como euskera batúa.
En España, el euskera es oficial junto al castellano en el País Vasco y en la zona vascófona de Navarra, mientras que en Francia se habla en una parte del departamento de Pirineos Atlánticos sin estatus oficial. En 2016 el 28,4 % de los habitantes de Euskal Herria eran vascófonos, unas 750 000 personas (de las cuales, el 93 % en España −Hegoalde− y el 7 % en Francia −Iparralde− aproximadamente). Aproximadamente otras 400 000 personas, el 16,4 %, son vascohablantes pasivos (entienden el euskera pero tienen dificultades para hablarlo). Existen también comunidades vascófonas en la diáspora vasca, principalmente en América. 
La Unesco la clasifica como una lengua en peligro con el estatus de «vulnerable». Históricamente, fue la lengua mayoritaria y única en una zona del norte de España y suroeste de Francia más extensa que el territorio actualmente conocido como Euskal Herria, mostrando una trayectoria hacia el declive en número de hablantes. Desde las últimas décadas del siglo XX el conocimiento del euskera ha aumentado y la población que lo utiliza habitualmente se mantiene estable entre el 10 % y el 15 %; destacando Guipúzcoa, donde el 57,5 % de la población habla euskera y el 75 % lo entiende.

## Introducción
Se ha especulado mucho sobre el origen de esta lengua. Aunque aproximadamente el 40 por ciento de su léxico es romance, mantiene un sustrato léxico y estructura gramatical únicos. Asimismo, muchos lingüistas han sostenido que el euskera tuvo una importante influencia en las lenguas romances, especialmente en las de la península ibérica (español, catalán, asturiano y gallego) y el occitano gascón. Existen cientos de topónimos de origen vascónico en La Rioja, Castilla y León, Cataluña, Aragón y Madrid.
Alrededor del año 1 d. C., es probable que formas antiguas del euskera se hablaran no solo en los territorios mencionados, sino más allá de sus actuales fronteras, ocupando un espacio geográfico delimitado aproximadamente por el cauce de los ríos Garona en Francia y Ebro en España. Desde entonces, lleva siglos en retroceso, desde el punto de vista geográfico, en buena medida debido a las divisiones administrativas del territorio, que llevó a su vez a la división lingüística del euskera (que hasta entonces estaba unificado) en dialectos o euskalkis, y a la falta de reconocimiento oficial o estatal, así como por su escasa literatura (que no surge hasta el siglo XVI), que redujo en buena medida su difusión.
En Francia, el advenimiento de la Revolución francesa llevó a la proclamación de la igualdad de todos los franceses, lo que se tradujo en que todos los franceses tenían una única lengua: el francés, con la consiguiente falta de reconocimiento oficial del euskera y del resto de lenguas de ese país, que se mantiene hasta hoy día. En España, durante los siglos XIX y buena parte del XX el Estado era centralista, por lo que el euskera carecía de reconocimiento. Durante la Restauración y parte de la dictadura de Francisco Franco, el uso del euskera en público fue estigmatizado y perseguido. A partir de la década de 1960, los esfuerzos por suprimir el euskera cesaron: el idioma volvió a utilizarse en educación, resurgieron las ikastolas y se dio un renacimiento de la literatura en euskera. Así, surge un movimiento que busca revivir el euskera y adaptarlo a los tiempos modernos, cuya máxima expresión fue la estandarización del idioma en un único conjunto de normas gramaticales y ortográficas: el euskera batúa, que es el que se utiliza en el ámbito administrativo, periodístico, literario, etc., aunque los dialectos siguen vivos en el habla cotidiana y muchos ayuntamientos han promovido la conservación de sus propias variantes dialectales del euskera.
España reconoce el euskera como un bien cultural que es objeto de especial respeto y protección. Ello, unido a la política lingüística del Gobierno Vasco, ha dado lugar a un gran aumento del número de vascohablantes, revirtiendo la tendencia histórica del retroceso. Actualmente, el euskera es lengua oficial y propia en el País Vasco y en la zona vascófona de Navarra. En Francia, la Constitución francesa establece que la única lengua oficial es el francés, aunque los distintos municipios que integran el País Vasco francés han tomado medidas en el ámbito de su competencia para conservar la lengua.
El euskera es la única lengua no indoeuropea de la península ibérica. El hecho de que durante la Alta Edad Media fuera hablada, además de en los territorios actuales vascohablantes, en áreas de la Rioja Alta, la Riojilla Burgalesa y la Bureba[cita requerida] pudo hacer que tuviera influencia en la conformación del castellano y singularmente en su sistema fonológico de 5 vocales (véase sustrato vasco en lenguas romances). Tras un periodo de prolongado declive desde la Baja Edad Media, acentuado en los siglos XVIII y XIX, que hizo que dejara de ser hablado paulatinamente en áreas de Burgos, La Rioja, Navarra y Álava, desde finales de la década de 1950 y principios de la de 1960 fueron puestas en práctica diversas iniciativas para evitar su desaparición, entre ellas la adopción de un estándar lingüístico superador de la fragmentación dialectal. Con la llegada de la democracia a España, la Constitución de 1978 facultó a las comunidades autónomas a declarar también oficiales en su territorio lenguas distintas al castellano, lo que sería materializado para el País Vasco por el Estatuto de Guernica, que recoge la cooficialidad del euskera y en donde ha logrado volver a ganar espacios de uso en la vida pública. Asimismo, en el artículo 9.2 de la Ley Orgánica de Reintegración y Amejoramiento del Régimen Foral de Navarra de 10 de agosto de 1982, se estableció también la oficialidad del euskera en la zona vascohablante de Navarra. La posterior Ley Foral del Vascuence de 1986 reconoció al castellano y al euskera el carácter de lenguas propias de Navarra, delimitando en el marco del concepto legal del predominio lingüístico la 'Zona Vascófona' en la que el euskera es lengua cooficial. En el País Vasco francés, al igual que el resto de lenguas regionales francesas, el euskera no goza de la condición de lengua oficial y es el único de los ámbitos territoriales de la lengua en el que el conocimiento y uso del euskera entre la población disminuye hoy en día.
El euskera (o su inmediato antecesor, el euskera arcaico) fue el idioma predominante de una amplia zona a ambos lados de los Pirineos, que abarca desde el río Garona y Burdeos al norte; la sierra de la Demanda y el Moncayo al sur (incluyendo toda La Rioja y el norte de la provincia de Soria); zonas de la provincia de Burgos al oeste; y Andorra al este. Existen evidencias toponímicas y epigráficas sobre su presencia en todo este ámbito. Por ejemplo, en la zona norte de la provincia de Soria, existen decenas de topónimos vascos como Urbión, Larralde, el Acebal de Garagüeta de Arévalo de la Sierra, Garray o Narros. Según estudios epigráficos recientes, la presencia del euskera en Soria es anterior a que se impusiese una lengua céltica y después latina. Las evidencias toponímicas y epigráficas de la presencia del euskera en la zona norte de Soria, han sido respaldadas con un estudio genético elaborado en 2017 por los departamentos de Genética Humana y de Estadística de la Universidad de Oxford (Reino Unido), la Fundación Pública Gallega de Medicina Genómica de Santiago de Compostela y el Grupo de Medicina Genómica de la Universidad compostelana, que ha determinado que los sorianos de la zona norte de la provincia, en la que se incluyen las comarcas de las Tierras Altas, Almarza y Pinares, tienen cierta coincidencia en su genoma con las características genéticas de la población vasca y navarra, aunque sus similitudes son más importantes con las zonas del centro y del noreste de la península.
Desde la Baja Edad Media, el euskera viene sufriendo un declive que se debe a factores geográficos, políticos y sociológicos de diversa índole. Según el Atlas de lenguas en peligro de extinción elaborado por la Unesco, el euskera está en situación de «vulnerable». Cuando se aprobó la Constitución española de 1978, en Navarra el euskera se hablaba solo en su zona noroeste; en Álava prácticamente solo en el valle de Aramayona y algo en los pueblos colindantes; en Vizcaya, no se hablaba ni en las Encartaciones ni en el área metropolitana de Bilbao, que alberga entre el 85 % y el 90 % de la población; y en Guipúzcoa se hablaba en toda la provincia pero con focos fuertemente deseuskerizados, sobre todo en las zonas que habían recibido mucha inmigración desde otros lugares de España durante el siglo XX. Finalmente, dentro de Francia se hablaba en la mitad aproximadamente del departamento de Pirineos Atlánticos pero muy en desventaja con el francés.

## Etimología
Se discute cuál es el origen exacto de la voz euskara; no obstante parece acreditada la identificación de dicho término con la identidad cultural vasca. Así, de la palabra euskara se deriva la palabra euskaldun (literalmente ‘el que posee euskara’), que designa al hablante del euskera. Asimismo, de la voz euskara se originó el término Euskal Herria, originalmente denotativo del territorio en que se hablaba euskera (‘la tierra del euskera’) y que en el Estatuto de autonomía del País Vasco es utilizado como sinónimo de «pueblo vasco». El neologismo Euskadi, creado como alternativa de la expresión Euskal Herria y actualmente sinónimo de País Vasco, también procede de la voz euskara. Se discute la relación que las palabras «vasco» y «gascón» presentan con euskara. Para designar a todos los demás idiomas, los vascohablantes usan la palabra erdara y a las personas no vascohablantes se les conoce genéricamente como erdaldunak (literalmente ‘los poseedores de otra lengua’, no vascohablante).
El filólogo Alfonso Irigoyen propone que la palabra euskara procede del verbo "decir" en vasco antiguo, reconstruida como *enautsi (mantenida en formas verbales como el vizcaíno dinotzat, "yo le digo"), y del sufijo -(k)ara, "forma (de hacer algo)". Por tanto, euskara significaría literalmente "forma de decir", "forma de hablar", "habla" o "lenguaje". Irigoyen presenta como evidencia para sostener esta teoría la obra Compendio Historial (1571), del vasco Esteban Garibay, donde el autor afirma que el nombre nativo de la lengua vasca es «enusquera». Véase también eusk- < *ausc-, del nombre del importante pueblo aquitano de los auscos (Auch, Gers). Según las zonas y las épocas se ha escrito también la palabra como eskera, eskara, uskara, eskuara, euzkera, heuskara, heskuara.

## Distribución y hablantes

Algunos rastros geográficos del euskera.

| Puntos azules: toponimia actual | Puntos rojos: rastros epigráficos (estelas funerarias, etc.) de la época del Imperio romano | Mancha azul: extensión de los rastros. |

### Distribución geográfica
Es tema discutido la extensión que tuvo el ámbito lingüístico euskérico en la antigüedad y Alta Edad Media. Algunos estudios apuntan a que llegó a abarcar un área territorial que se extendía desde el golfo de Vizcaya hasta el Pirineo catalán, incluyéndose en dicho ámbito los territorios de la hoy Gascuña, La Rioja, norte de Soria, este de Cantabria, norte de Huesca, nordeste de Burgos, noroeste de Zaragoza y parte de la provincia de Lérida, así como parte del actual departamento francés de los Altos Pirineos.
Otras opiniones defienden que la versión primitiva del actual euskera tiene su origen en la región de Aquitania y creen que sería ya en tiempos históricos cuando se produjo su expansión a los territorios españoles en los que se habla actualmente. Durante los siglos VIII y XI se estima que el euskera vivió un segundo periodo de expansión, extendiéndose por territorios de la Rioja Alta y la provincia de Burgos, periodo del que la toponimia claramente euskérica de estas áreas (Herramélluri, Ochánduri, Bardauri, Sajazarra, etc.) sería una prueba.
En la actualidad, dentro de España el euskera es hablado como primera o segunda lengua en las tres provincias del País Vasco (Álava, Vizcaya y Guipúzcoa), en la Comunidad Foral de Navarra, en el enclave de Treviño, Comarca del Ebro (Castilla y León) y en el Valle de Villaverde (Cantabria). 
En la totalidad del territorio de Guipúzcoa, en el centro y oriente de Vizcaya, así como en algunos pocos municipios del norte de Álava y en el tercio septentrional de Navarra, el euskera es la lengua habitual de la mayoría de la población. Por el contrario, en el occidente de Vizcaya (Las Encartaciones y Gran Bilbao) y en la mayor parte de Álava y Navarra, en el enclave de Treviño y en Valle de Villaverde, la lengua habitual es el castellano. En Aragón, según un testimonio, en el municipio de Uncastillo hacia 1922 el cura local enseñaba oraciones en vasco a los niños del lugar.
Dentro de Francia el euskera es hablado en los territorios de Labort, Baja Navarra y Sola, comúnmente denominados en conjunto como País Vasco francés (Iparralde en euskera, ‘Zona Norte’) e integrantes junto a Bearne del departamento de Pirineos Atlánticos. El euskera es la lengua tradicional predominante de Baja Navarra (excepto el enclave gascohablante de La Bastida de Clarenza), de Sola y de la mayor parte de Labort, en tanto que el extremo noroccidental de este último territorio, donde se encuentran las ciudades de Biarritz, Anglet y Bayona, es predominantemente francófono en la actualidad, y se hablaba el idioma gascón anteriormente.
Los vascohablantes no están distribuidos uniformemente sino que se concentran en una zona geográfica continua. En esta zona, el euskera es la lengua autóctona y la lengua materna de gran parte de la población; en algunos núcleos el uso del euskera en la calle supera el 90 %; por ejemplo, Lea Artibai (Vizcaya), Urola Costa (Guipúzcoa), las Cinco Villas (Navarra) o Sola (Francia) son zonas donde el uso del euskera es alto o muy alto. El porcentaje de personas que entienden el euskera es de más del 40 % en Vizcaya y Guipúzcoa, en toda Álava excepto en algunas zonas del sur y oeste, en la zona septentrional de Navarra, y en Baja Navarra, Sola y el sur de Labort; de aproximadamente el 40 % en el sur y oeste de Álava, el enclave de Treviño y el Valle de Villaverde; y menor al 20 % en el centro y sur de Navarra y norte de Labort.

### Número de hablantes
| >80 % >60 % >40 % | >20 % >0 % |

Porcentaje de personas que conocen bien o entienden el euskera, por municipios (2011)

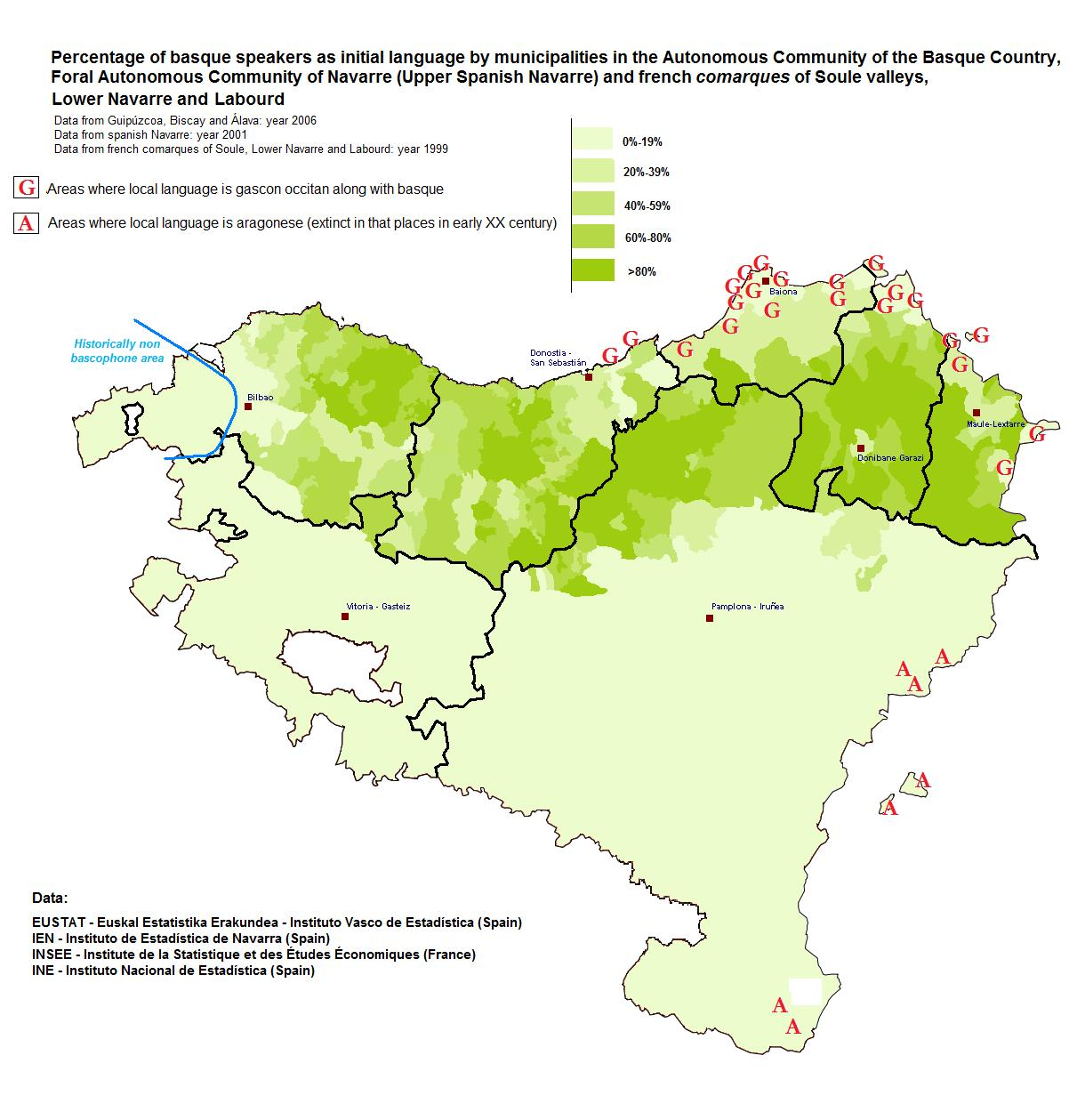
El euskera como lengua materna, por municipios, en el País Vasco y en Navarra (datos de 2001 y 2006)

Para el caso del País Vasco, los datos de la VI Encuesta Sociolingüística (2016) realizada conjuntamente por el Gobierno Vasco, el Gobierno de Navarra y la Oficina Pública del Euskera del País Vasco francés, señalaba que un 33,9 % de la población mayor de 16 años era vascohablante bilingüe (631 000 habitantes), un 19,1 % vascohablante bilingüe pasivo (356 000) y un 47 % era castellanohablante exclusivo (877 000). Según ese estudio, el número de vascohablantes era mayoritario en Guipúzcoa (50,6 % de vascohablantes bilingües, 20,4 % bilingües pasivos, 32,1 % castellanohablantes exclusivos) y minoritario en Vizcaya (27,6 % bilingües, 17,8 % bilingües pasivos, 52 % castellanohablantes monolingües) y Álava (19,2 % vascohablantes bilingües, 18,4 % bilingües pasivos y 62,4 % castellanohablantes monolingües). Los datos muestran una tendencia de aumento del número de vascohablantes bilingües y bilingües pasivos y un descenso de monolingües castellanohablantes en los tres territorios, especialmente en Álava (pasando del 7 % de vascohablantes bilingües en 1991 a 19,2 % en 2016). Este incremento se debe al número de vascohablantes entre la población joven (71,4 % entre 16 y 25 años).
En el enclave de Treviño, según el estudio sociolingüístico realizado en 2022, el 30,6 % de la población del enclave es bilingüe, y el 12 % es bilingüe pasiva. Del año 2012 al 2022 se constata una mejora en el dominio de las cuatro habilidades lingüísticas, de modo que la capacidad de entender bien o bastante bien euskera aumenta 7,3 puntos, la de hablar bien o bastante bien incrementa 8,7 puntos, la de leer bien o bastante bien sube 11,3 puntos y la de escribir bien o bastante bien aumenta 11,7 puntos. Por rangos de edad, el bilingüismo es mayor conforme la edad disminuye: es significativo que entre los menores de 15 años, el 80,4 % domina el euskera. El principal factor en el crecimiento del euskera en este territorio ha sido el movimiento demográfico de habitantes originarios de Álava, especialmente desde Vitoria. Es también muy positiva la actitud general de los habitantes de Treviño hacia el euskera, donde en torno a un 40 % de la población manifiesta tener un gran interés por la lengua. Entre la población del enclave de Treviño que ha nacido en el País Vasco el porcentaje de personas vascohablantes (39,6 %) es algo superior al que se registra entre quienes han nacido en el propio enclave (36,3 % es población vascohablante); y muy superior respecto a quienes han nacido en otros lugares (donde solo un 5,2 % son vascohablantes).
En Valle de Villaverde, según datos de 2002, el 20,70 % de la población del municipio era bilingüe, y el 16,98 % era bilingüe pasiva. Teniendo en cuenta que en 1986 solamente el 3,4 % sabía euskera, es de suponer que en la actualidad el porcentaje de bilingües haya aumentado. Las razones principales del incremento son, por un lado, la desaparición de la enseñanza en el enclave debido a la falta de alumnado, con lo que la mayoría de familias optan por escolarizar a sus hijos en Trucios (Vizcaya), donde se imparte enseñanza bilingüe; por otro lado, numerosos vizcaínos, parte de los cuales son vascohablantes, tienen segundas residencias en la población.
En el caso de Navarra, este último estudio sociolingüístico realizado en 2016 indicó que para el conjunto de la población de Navarra el porcentaje de vascohablantes activos en mayores de 16 años era del 12,9 % (69 000), además de un 10,3 % (55 000) de bilingües pasivos, frente a un 76,8 % de navarros que eran exclusivamente castellanohablantes. Los datos muestran una tendencia de aumentos de vascohablantes activos (3,4 puntos más que en 1991) y especialmente de bilingües pasivos (5,7 puntos más que en 1991) y un descenso de monolingües castellanohablantes (9,1 puntos menos que en 1991). Esta tendencia también se debe al número de vascohablantes entre la población joven (25,8 % entre 16 y 25 años, frente al 10 % en 1991). El conocimiento del euskera en Navarra presenta realidades muy distintas en función de las zonas que estableció la Ley Foral del Vascuence en 1986. Así, en la zona de predominio lingüístico vascohablante de Navarra hay un 61,1 % de vascohablantes activos, mientras que en la Zona Mixta es del 11,3 % y en la zona no vascófona del 2,7 %. Los datos de la VI Encuesta Sociolingüística referidos a Navarra se concretarán más a mediados de este año.
En el País Vasco francés, según datos de 2016 el 28,4 % de la población es vascohablante y el 16,4 % vascohablante pasivo. La tendencia ha sido de descenso en el número de hablantes debido a un mayor número de hablantes entre la población mayor, si bien se trata de un descenso ralentizado debido a cierto aumento de conocimiento entre la población joven.
Fuera de Europa, existen algunas comunidades vascohablantes en el continente americano, en las cuales se pueden encontrar vascos de segunda y tercera generación que siguen hablando la lengua en el dialecto original, e incluso híbridos de los dialectos tradicionales, resultado del encuentro de vascos de diferentes regiones. Muy llamativa es, por ejemplo, la existencia de una comunidad de origen vasco en el estado estadounidense de Idaho que ha logrado mantener vivo el idioma. De hecho existen muchas teorías no contrastadas acerca del uso del euskera por parte del ejército estadounidense durante la Segunda Guerra Mundial para impedir que sus comunicaciones internas pudieran ser interceptadas por las Potencias del Eje.
En 2009 fue mencionado en el libro rojo de la Unesco sobre lenguas en peligro como una lengua vulnerable.

### Uso

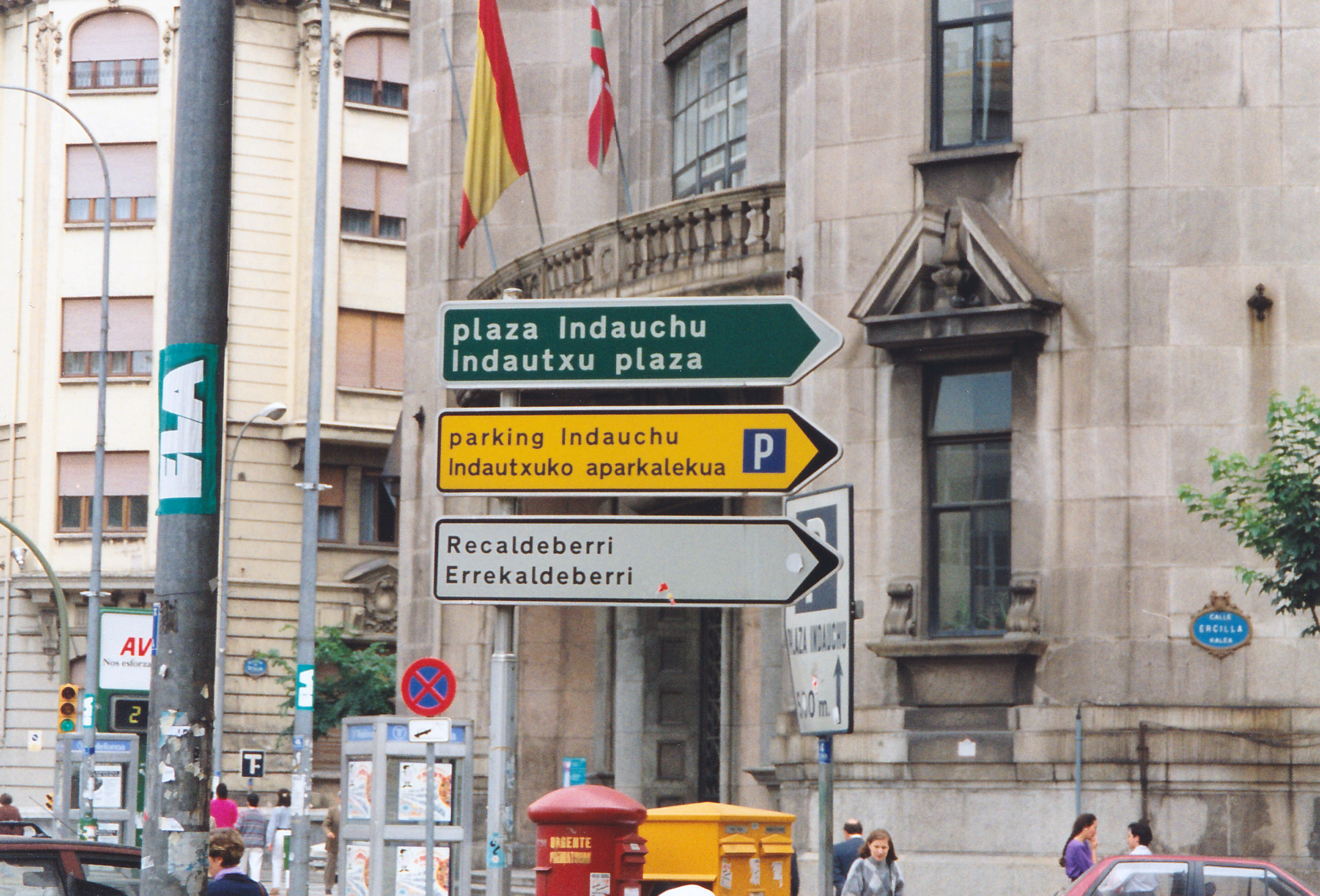
Señal de tráfico bilingüe en español y euskera en Bilbao.

El uso del euskera varía según la zona, siendo más hablado en Guipúzcoa con un 30,6 % y menos hablado en Álava con un 4,8 %. En todos los territorios con presencia del euskera, el español (en el País Vasco y Navarra) o el francés (en el País Vasco francés) es el idioma más hablado. Por edades, el euskera es más hablado entre los niños de entre 2 y 14 años de edad, hablado por un 19,3 % de niños. Su uso va bajando progresivamente cuanto más mayor es la persona hasta llegar a un 8,1 % para las personas mayores de 65 años de edad.
| Provincia / territorio | Euskera   | Español   | Francés   | Otros idiomas |
| ---------------------- | --------- | --------- | --------- | ------------- |
| Álava                  | 00,04,8 % | 0,090,4 % | 00,00,1 % | 00,04,6 %     |
| Guipúzcoa              | 0,030,6 % | 0,065,9 % | 00,00,8 % | 00,02,7 %     |
| Navarra                | 00,05,9 % | 0,091,0 % | 00,00,4 % | 00,02,7 %     |
| Vizcaya                | 00,09,4 % | 0,087,7 % | 00,00,2 % | 00,02,7 %     |
| País Vasco francés     | 00,04,9 % | 00,07,2 % | 0,086,1 % | 00,01,8 %     |

| Ciudad           | Euskera   | Español   | Francés   | Otros idiomas |
| ---------------- | --------- | --------- | --------- | ------------- |
| Bayona (Francia) | 00,02,5 % | 00,03,4 % | 0,090,2 % | 00,03,8 %     |
| Bilbao           | 00,03,5 % | 0,091,8 % | 00,00,3 % | 00,04,4 %     |
| Pamplona         | 00,02,7 % | 0,094,0 % | 00,00,4 % | 00,02,9 %     |
| San Sebastián    | 0,015,3 % | 0,079,7 % | 00,01,9 % | 00,03,0 %     |
| Vitoria          | 00,04,1%  | 0,090,8 % | 00,00,1 % | 00,05,0 %     |

## Estatus oficial
A lo largo de la historia, el euskera ha carecido de estatus oficial, pese a que en gran parte del territorio la mayoría de la población era monolingüe en vasco, idioma de las clases populares. Dado que no existe una unidad política entre los territorios de presencia vasca, el estatus jurídico de la lengua varía según el territorio.

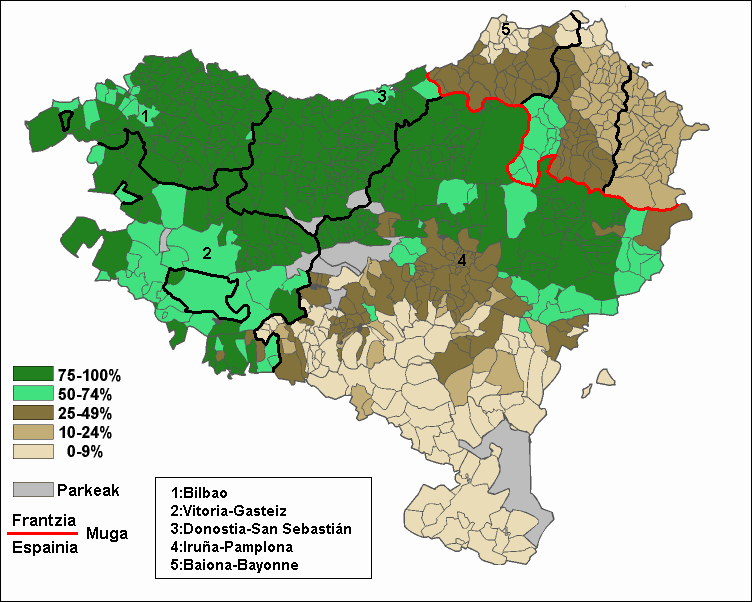
Porcentaje de escolares matriculados en euskera (2000-2005)

Tanto España como Francia fueron signatarios en 1992 de la Carta Europea de las Lenguas Minoritarias o Regionales promovida por el Consejo de Europa. No obstante, solo España procedería a ratificar la carta por instrumento depositado en 2001 mediante el que se declara que la efectividad plena de la aplicación de los compromisos, obligaciones y garantías que se derivan de la Carta alcanzará a todas aquellas lenguas españolas declaradas cooficiales por las distintas comunidades autónomas; lo que en el caso del euskera supone su aplicación al territorio del País Vasco, por un lado, y a la zona vascófona de Navarra, por otro.

### España
En el caso de España, la vigente Constitución de 1978 declara en el artículo 3 que el castellano es la «lengua española oficial del Estado», y que «las demás lenguas españolas serán también oficiales en las respectivas Comunidades Autónomas de acuerdo con sus Estatutos».
Así, en el País Vasco, su Estatuto de Autonomía de 1979 establece que tanto el euskera como el castellano son lenguas oficiales en todo su territorio, independientemente de la existencia de áreas tradicionalmente vascohablantes y áreas tradicionalmente castellanohablantes en el territorio de la comunidad autónoma. Tal declaración sería desarrollada posteriormente por la Ley 10/1982 Básica de Normalización del uso del Euskera que regula el régimen de oficialidad de las dos lenguas en las esferas administrativa, educativa y social, disponiendo la obligatoriedad de la enseñanza del euskera, bien como asignatura, bien como lengua vehicular.

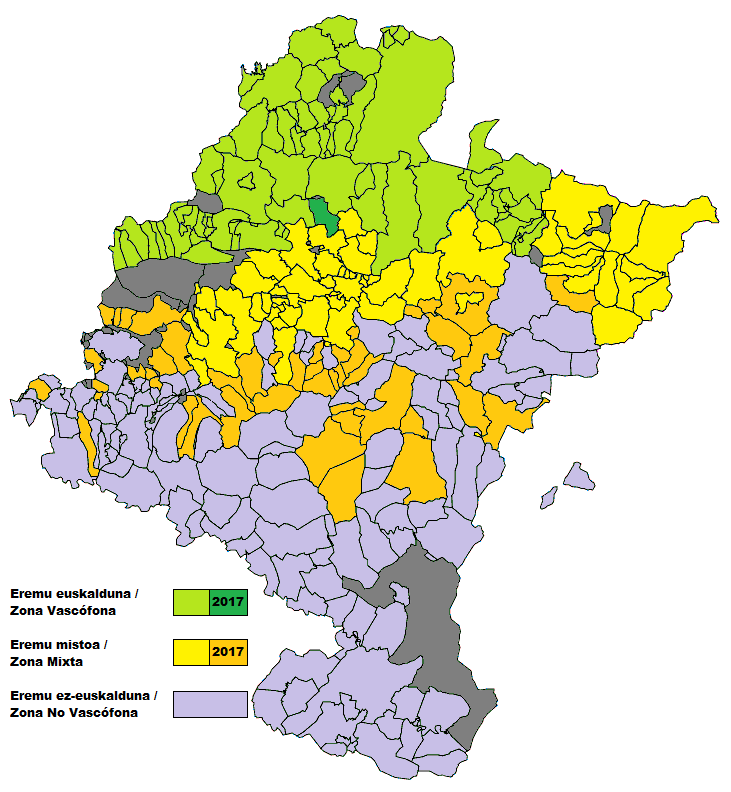
Zonificación lingüística de Navarra tras la reforma de 2017

En el caso de Navarra, el Amejoramiento del Fuero otorga al castellano el carácter de lengua oficial de Navarra y también al euskera, pero en este caso solo para las zonas vascohablantes de la comunidad foral; disponiéndose que una ley foral sería la que delimitase de manera concreta la extensión de esa área vascohablante en la que el euskera sería cooficial. Así, en 1986 se aprobó la Ley Foral del Vascuence que efectuó dicha delimitación de acuerdo al concepto legal de predominio lingüístico, determinando que las «zonas vascohablantes de Navarra» a las que alude el Amejoramiento del Fuero serían las incluidas en la denominada «Zona Vascófona», área esta en la que tanto el euskera como el castellano serían lenguas cooficiales, mientras que en las zonas castellanohablantes de Navarra (las denominadas «Zona Mixta» y «Zona No Vascófona») la única lengua oficial sería el castellano.
Para la zona vascófona se estableció la obligatoriedad de la enseñanza del euskera en el sistema educativo (bien como asignatura o bien como lengua vehicular), así como la regulación del uso oficial y normal de ambas lenguas. Además, la ley foral estableció que dentro de las zonas castellanohablantes de Navarra se reconocería para una de ellas, la Zona Mixta, una regulación especial consistente en el derecho de los ciudadanos a recibir la enseñanza en euskera o del euskera de acuerdo con la demanda, así como la facultad de que los ciudadanos de esta zona pudieran «dirigirse» (aunque no relacionarse con la administración o recibir los servicios públicos en esa lengua, como sí se establece para la Zona Vascófona) a las administraciones públicas en euskera sin que la administración pudiese requerir a los ciudadanos la traducción de su escrito al castellano; dándose el hecho de que a causa de la concentración macrocefálica de la población navarra en el área metropolitana de Pamplona y el fenómeno de despoblamiento sufrido por la Montaña de acuerdo con los datos de la Encuesta Sociolingüística de 2001 el mayor número de vascohablantes de Navarra en términos absolutos se concentre precisamente en esta llamada Zona Mixta.

### Francia
El estatus oficial del euskera en el País Vasco francés viene determinado por la Constitución de la República Francesa, que establece que la única lengua oficial de Francia es el francés, por lo que el resto de lenguas habladas en territorio galo, como el euskera, no tienen carácter de lengua oficial, ni están incorporadas al sistema educativo. En 2001, un acuerdo entre el Gobierno nacional francés, la región de Aquitania, el departamento de Pirineos Atlánticos y un comité de cargos públicos electos del País Vasco francés permitió la creación de la Oficina Pública del Idioma Vasco (Office Public de la Langue Basque en francés) como entidad oficialmente reconocida para accionar una política en favor de la lengua y cultura vascas, y a la que se le atribuye la facultad de expedir los certificados acreditativos de aptitud en el idioma.

## Historia

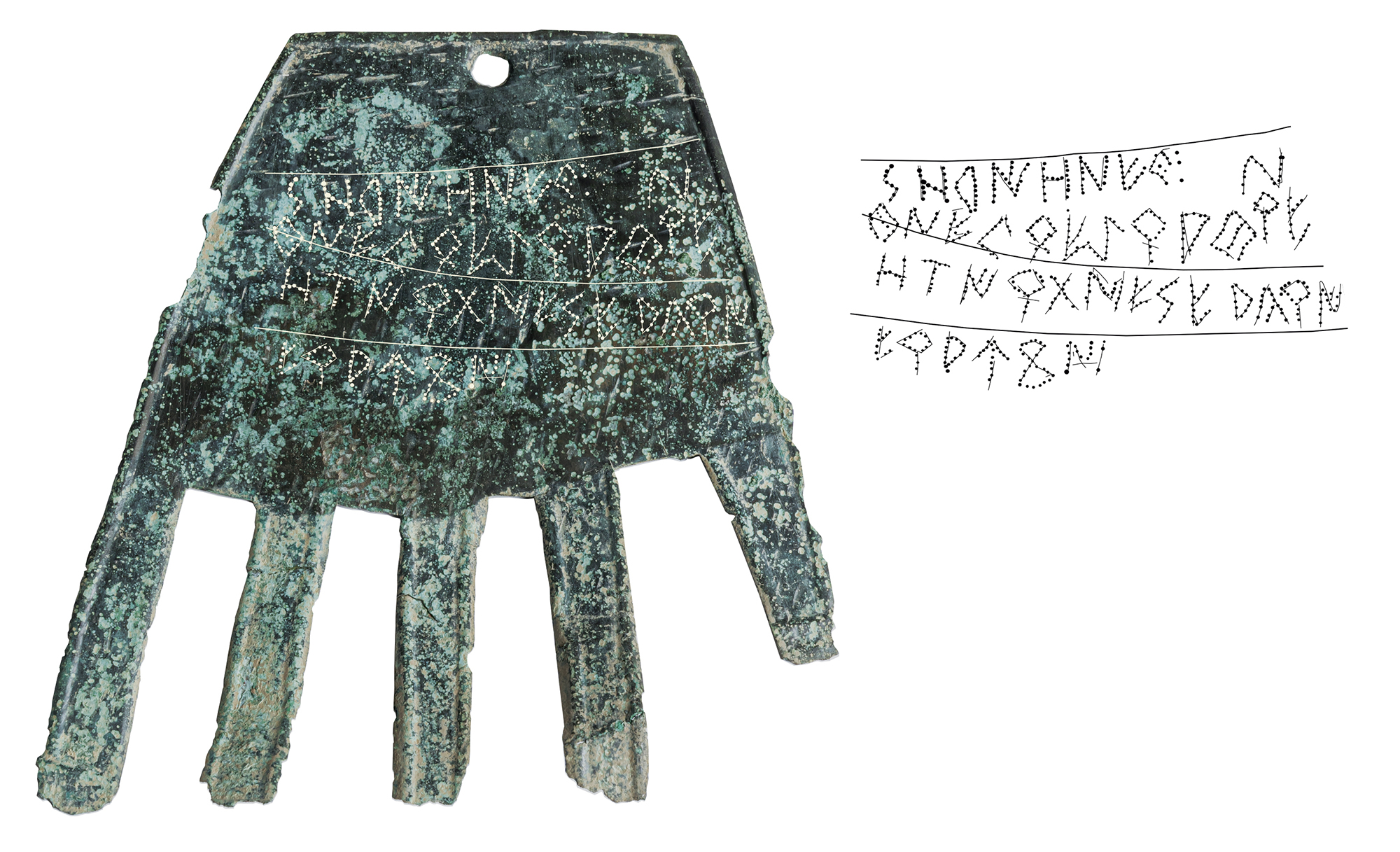
Aunque se conocían antropónimos y topónimos antiguos, la mano de Irulegui fue el primer texto encontrado en una lengua antecesora del euskera, el idioma váscónico, aquitano o vasco-aquitano.

El euskera es una lengua de tipología aglutinante y genéticamente aislada, es decir, no muestra un origen común claro con otras lenguas, lo que ha llevado a diversas y múltiples teorías sobre el origen de esta lengua.

### Teorías de filiación con otros idiomas
Aunque hay muchas hipótesis sobre el origen y parentescos del euskera, todas ellas carecen de fundamentos sólidos. La única probada es la que lo relaciona con el antiguo aquitano, euskera arcaico o vasquitano del cual solo se conservan unas 400 breves inscripciones fúnebres dispersas por la actual Aquitania, Aragón, norte de Soria, La Rioja, Navarra y el País Vasco. Es por ello que este es el único parentesco que se considera demostrado ya desde los trabajos de Luchaire en 1877, ampliados posteriormente por Mitxelena y Gorrochategui. De hecho, los especialistas en historia del euskera consideran que el aquitano es simplemente vasco antiguo.
Tres son las teorías historiográficas principales sobre el parentesco:

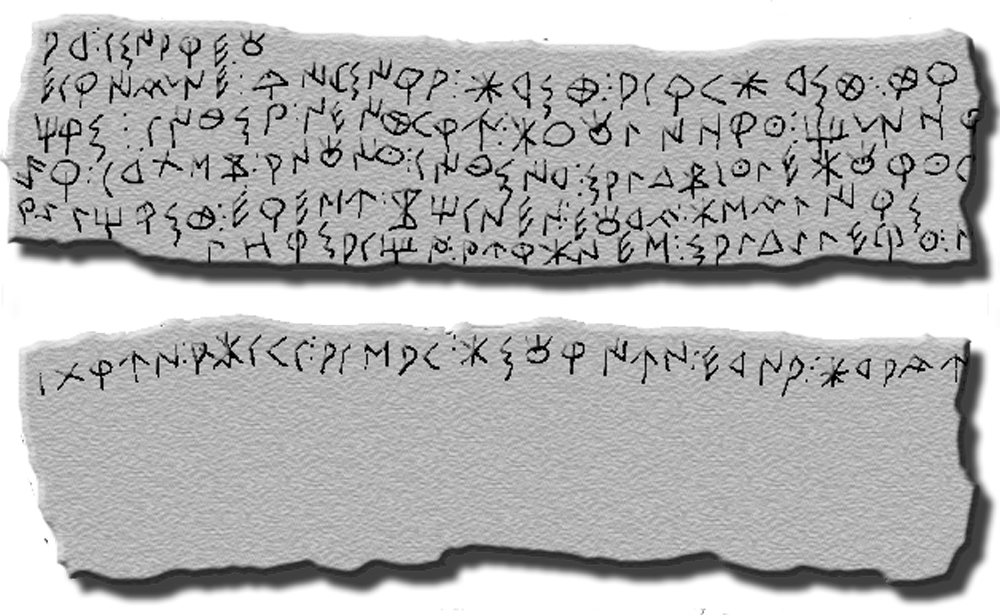
El descubrimiento del parecido del sistema de numeración ibérico con el del euskera ha hecho que en años recientes nuevos autores defiendan la teoría del vasco-iberismo.

- Vasco-iberismo: durante la mayor parte del Siglo XX, desde las llamadas teorías vasco-iberistas se defendió la consideración del euskera como un idioma emparentado con las lenguas íberas prerromanas de la península ibérica (de las que únicamente se conservan textos breves en inscripciones en planchas de bronce y en monedas).

El más conocido defensor de esta teoría fue el padre de la lingüística moderna, Wilhelm von Humboldt, que afirmaba que el idioma íbero era de hecho el antecesor del euskera; tesis que defendería también Miguel de Unamuno. Dentro del vasco-iberismo algunos investigadores propugnaron la relación filológica entre estas lenguas, mientras que para otros la relación entre las lenguas ibéricas y el vascuence se limitaría a ser de área de convergencia lingüística. Una tercera opinión defendería que ambas lenguas pertenecían a un mismo grupo lingüístico, pero que el íbero no sería el antepasado del euskera. El esclarecimiento sucesivo del sistema de palabras numerales ibérico ha reveleado un sistema muy similar en el que los números ibéricos mantienen similitudes con las formas más antiguas del euskera. Por ejemplo, el íbero borste  recuerda al euskera bost; no obstante, en las forma del País Vasco francés aparece como borst que es aún más similar.
- Lenguas caucásicas: en las décadas finales del Siglo XX, tomó cuerpo la hipótesis de que el euskera era el único superviviente de una familia, quizá más extendida, de lenguas de Europa que fue barrida con la llegada de los invasores indoeuropeos a partir del siglo XIII a. C. y cuyo parentesco sería caucásico. Las semejanzas —aunque limitadas— encontradas entre el euskera y la lengua georgiana vendrían a apuntalar esa teoría. De hecho, la idea llegó incluso a recibir respaldo político, con detalles como el hermanamiento entre la capital vizcaína, Bilbao, y la georgiana, Tiflis. (Georgiano: zara, gw, ezer; euskera: zara, gu, eder; castellano: cesto, nosotros, hermoso).
- Bereber: en el marco del incremento de estudios relativos al origen y parentesco del euskera producido en el siglo XX, en las últimas décadas logró notoriedad la teoría que hace emparentar al euskera con las lenguas bereberes del noroeste de África sobre la base de las conclusiones aplicadas por el método léxico-estadístico buscando semejanzas entre palabras vascas y bereberes, que demostraban el parecido entre el léxico bereber y el euskérico, pese a presentar claras diferencias ambas lenguas en otros aspectos como sintaxis y gramática.[76]
- Teoría del sustrato vascónico: es una hipótesis propuesta por el lingüista alemán Theo Vennemann, según la cual muchos idiomas de Europa occidental contienen restos de una antigua familia lingüística de la cual el euskera sería la única superviviente.[77][78] A diferencia de las que considera lenguas neolíticas atlántico-semíticas, estas serían anteriores a la migración neolítica y sería la única superviviente lengua paleolítica en Europa.
- Relaciones con el paleosardo: algunos lingüistas, a partir de los años cuarenta del siglo XX, encontraron similitudes entre las raíces en euskera y el sustrato del paleosardo, la lengua hablada en Cerdeña antes de los romanos. A pesar de la inexistencia de documentos en esta lengua, algunas palabras de etimología prelatina siguen existiendo en el sardo actual. El lingüista italiano Vittorio Bertoldi fue el primero en descubrir que la palabra «acebo» es prácticamente igual en los dos idiomas: golostri/kolostri (Eus.) / golostru/kolostru (Srd.).[79] Bertoldi escribió sobre la posible hermandad en un ensayo publicado en una revista española de su época.[80] También el famoso estudioso de la lengua sarda Max Leopold Wagner, destacó algunas semejanzas, especialmente en relación con nueve sustantivos.[81] En los años diez del siglo XXI el filólogo catalán Eduardo Blasco Ferrer profundizó las relaciones entre las raíces del euskera y el sustrato paleosardo presente en los topónimos de Cerdeña, sobre todo aquellos de la parte central de la isla, donde la lengua es más conservadora.[82] En 2017, el filólogo vasco Juan Martin Elexpuru publica un ensayo donde profundiza las cuestiones subrayadas por Blasco Ferrer.[79]

Al margen de los estudios puramente lingüísticos, desde la antropología y la historiografía se ha intentado dar respuestas al origen del euskera a partir de los datos obtenidos en la investigación del origen de los vascos, siendo también tres las propuestas más conocidas en este aspecto:

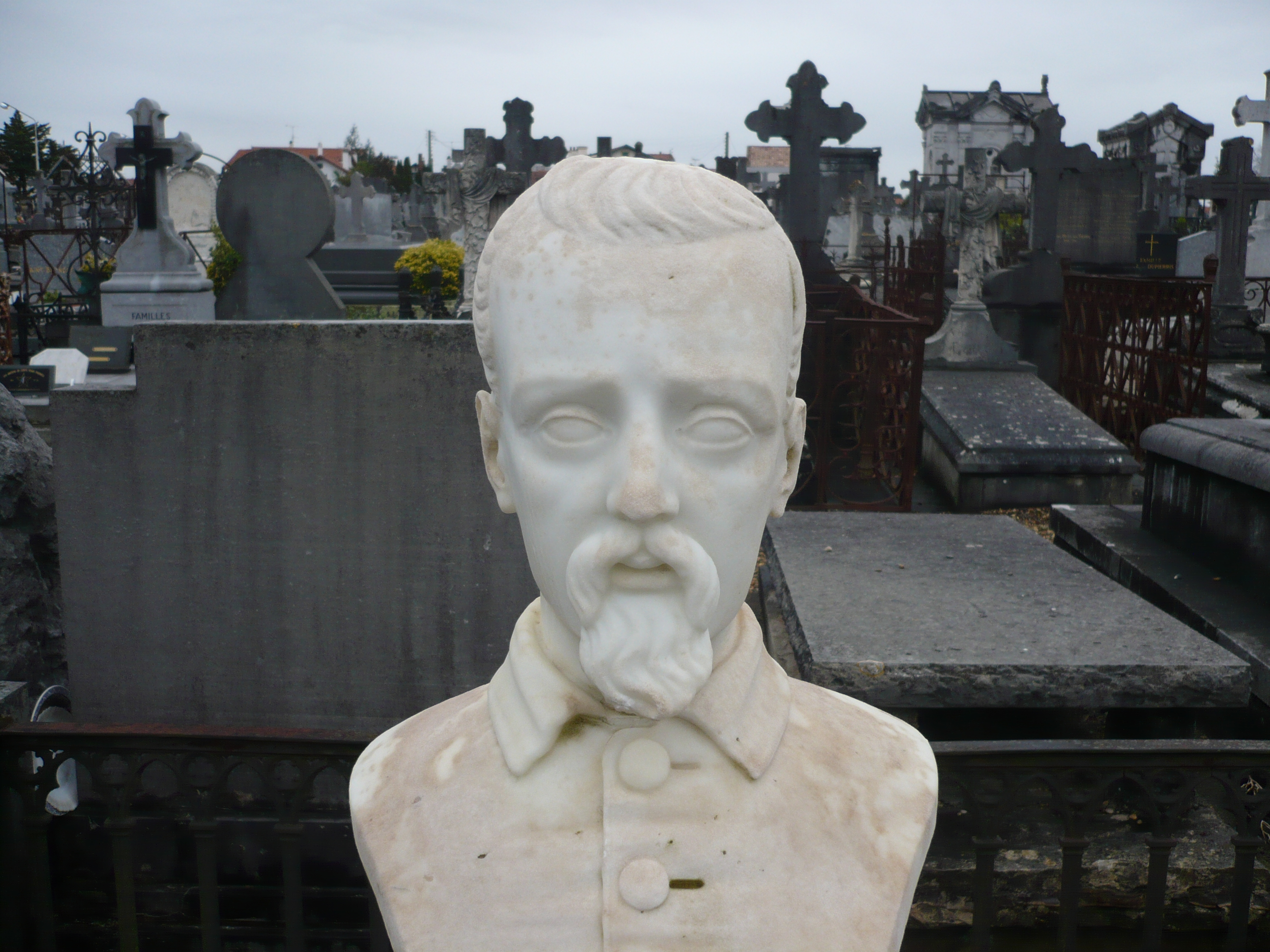
El escritor vascofrancés Augustin Chaho (1811-1858) publicó La leyenda de Aitor, que relataba que los vascos procedían de un héroe así llamado que descendía de Tubal, nieto de Noé.

- Tubalismo: históricamente, una de las primeras hipótesis míticas del origen del euskera es el tubalismo y relacionada con el vasco-iberismo de Wilhelm von Humboldt y el vasco-cantabrismo de Manuel de Larramendi. La teoría entronca con la creencia de que todas las lenguas proceden de Babel y su famosa torre. El vasco sería el idioma original, anterior a la confusión de las lenguas. Algunos apologistas del euskera en el siglo XVIII y principios del XIX llegaron a decir que una lengua tan perfecta solo podría haber sido inspirada por el mismísimo ingenio de Dios. Entre aquellos autores, destacan Astarloa y Larramendi. Curiosamente, el río Araxes baña el monte Aralar, donde se encuentra la mayor concentración de dólmenes del Pirineo (hay censados más de 400) y fue en el monte Ararat, donde Noé posó su arca, donde se encuentra el río también llamado Araxes, lo que ha dado lugar a no pocas interpretaciones sobre el origen del idioma.[83]
- Lenguas preindoeuropeas: existen diversidad de hipótesis que emparentan el euskera con otras muchas lenguas europeas y el hallazgo de toponimia vasca en diversas zonas europeas[84] incluso provocó la hipótesis de que su extensión fuera a nivel europeo. El alemán Karl Bouda[85] emparentó el euskera con diversos idiomas hablados en Siberia (chukchi) y el argentino Gandía reflejó que «el pueblo vasco es el pueblo más viejo de Europa. Su lengua es la que se hablaba desde el Cáucaso al Atlántico y desde el norte de África al norte de Europa en los períodos Paleolítico y Neolítico. Los arios o indoeuropeos, los etruscos, los íberos y otros pueblos de la antigüedad son posteriores a los vascos.»
- Europeo antiguo: los estudios efectuados por Theo Vennemann[86] (catedrático de Lingüística Teórica en la Universidad Ludwig-Maximilian de Múnich) en torno al origen de los topónimos europeos apuntan a que la lengua vasca actual está relacionada con la de los habitantes prehistóricos de Europa, antes de la llegada de los pueblos indoeuropeos. Estos estudios vienen a respaldar las tesis que ya a principios del siglo XIX exponía Juan Antonio Moguel en referencia a una lengua común o familias de lenguas con un tronco común, que eran las que se hablaban en toda la península ibérica y en parte de Europa y que estaban emparentadas con el euskera. Pero los estudios de Venneman han sido muy criticados por los vascólogos y no son aceptados por muchos de los especialistas en lingüística.[87] La revista Scientific American publicó en 2002 un reportaje realizado por Theo Vennemann y Peter Foster, en el que expresaban que el protoeuskera sería la lengua de los primeros pobladores europeos.[88][89]

### Edad Media

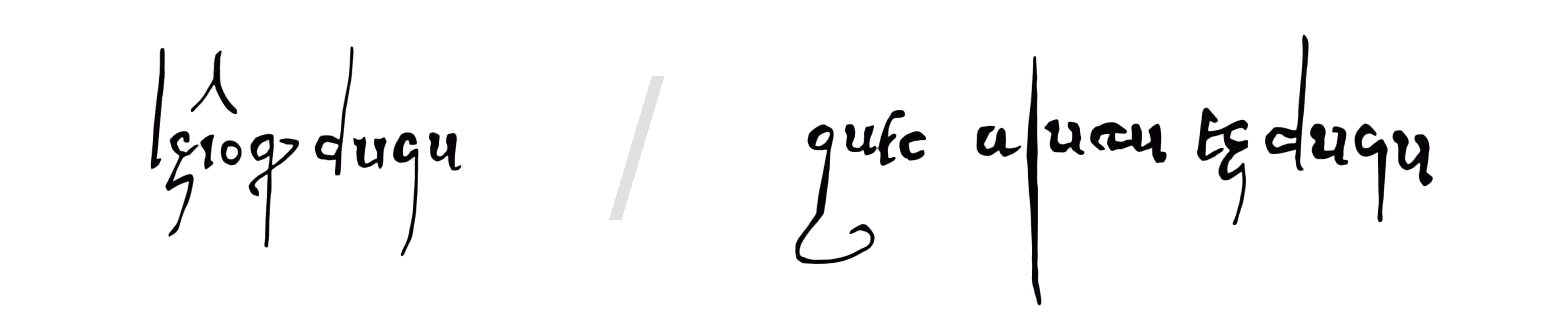
En las Glosas Emilianenses (-) aparecen las primeras dos frases encontradas del euskera:
"içioqui dugu" y "guec ajutu eç dugu".

### Desarrollo de la lengua
Con independencia de las teorías sobre su parentesco lingüístico, la onomástica y la toponimia histórica atestiguan que la versión primitiva del euskera ocupó durante la Edad Antigua un área de extensión mayor que la que tendría posteriormente al producirse la caída del Imperio romano de Occidente, y que las sucesivas llegadas de pueblos de lengua indoeuropea desde el fin de la Edad del Bronce y el comienzo de la Edad del Hierro, supusieron para el euskera como para el resto de lenguas paleohispánicas una disminución de su área de extensión geográfica.
Es habitual la consideración de que los vascones (pueblo prerromano que las fuentes clásicas sitúan en el territorio del norte y centro de la actual Navarra, además de en las Cinco Villas aragonesas y en la desembocadura del río Bidasoa) eran de habla eúskara, este pueblo tenía una escritura prerromana cosa que se demostró con el hallazgo de la inscripción en la mano de Irulegi, así como también los aquitanos (establecidos según las fuentes romanas en el extremo suroccidental de la actual región de Aquitania); resulta polémica sin embargo la filiación lingüística que presentaban el resto de pueblos prerromanos que las fuentes clásicas sitúan en áreas limítrofes con los vascones (los iberos iacetanos y las tribus celtas de várdulos, caristios, autrigones y berones).
Con la Conquista de Hispania y la infiltración romana en el territorio de los vascones, se ha presumido que el euskera recibiría una intensa influencia de la lengua latina, contextualizándose precisamente en esta época la primera gran adopción por el euskera de palabras de raigambre latina.
Tras la caída del Imperio romano de Occidente y la conformación dos siglos después del núcleo del primitivo Reino de Pamplona el euskera viviría un periodo de expansión en el contexto de las repoblaciones que trajo consigo la Reconquista como atestiguan fuentes documentales como la fazaña de Ojacastro.
A partir de la Baja Edad Media, en cambio, el euskera iniciaría un periodo de lenta regresión desplazado en un primer momento por el gascón y el navarro-aragonés, y en un segundo, por el castellano y el francés.
Pese a este declive, a comienzos de la Edad Moderna el euskera era todavía la lengua ampliamente predominante entre la población de Guipúzcoa, la mitad septentrional de Navarra, la práctica totalidad de Vizcaya y la mitad norte de Álava; una situación que se mantendría sin cambios sustanciales hasta los procesos sociales, económicos políticos y culturales puestos en marcha con la industrialización y el liberalismo siglo XIX que ocasionarían el gran retroceso del euskera que llevaría ya en el siglo XX a la creación de la Sociedad de Estudios Vascos y la Real Academia de la Lengua Vasca y al incremento de iniciativas en favor del euskera que conjurasen el riesgo de su desparición.

### Euskera batúa
Siendo patente que una de las causas que facilitaban el retroceso acelerado del euskera en los territorios en los que todavía se hablaba era el alto grado de fragmentación dialectal que el vascuence presentaba, en los primeros años del siglo XX se fue extendiendo el convencimiento de que el euskera sólo podría tener futuro como lengua de comunicación y expresión, en tanto que se lograra superar la situación de fragmentación con la creación de un registro escrito único reconocido por todo el ámbito vascohablante. De esta manera, el proceso para la unificación literaria sería iniciado ya en 1918 con la fundación de la Real Academia de la Lengua Vasca (Euskaltzaindia) y la presentación de distintas propuestas. Entre ellas, una corriente de opinión apostaba por utilizar como base el «labortano clásico» de Axular de acuerdo con la misma función que tuvo el toscano en la unificación de la lengua italiana, siendo Federico Krutwig el principal defensor de este modelo y seguido por personas como Gabriel Aresti y Luis Villasante. Aunque en sus inicios ganó apoyos, finalmente la propuesta acabó siendo rechazada por la mayoría de los escritores y estudiosos por encontrarse demasiado alejada de la base sociológica de la lengua. El debate sobre la unificación culminaría en 1968, en la reunión del Santuario de Aránzazu (Arantzazuko Batzarra) en la que la Real Academia de la Lengua Vasca durante la celebración de su 50 aniversario decidió apoyar y promover formalmente el informe de las Decisiones del Congreso de Bayona (Baionako Biltzarraren Erabakiak) de 1964 redactado por el Departamento Lingüístico de la Secretaría Vasca (Euskal Idazkaritza) de Bayona, apoyado por distintos literatos éuskaros a través de la recién creada Idazleen Alkartea (Asociación de Escritores) y Ermuako Zina (Juramento de Ermua) de 1968. Los postulados de este informe fueron recogidos en la ponencia presentada por el académico Koldo Mitxelena, quien se encargaría de entonces en adelante y junto con Luis Villasante de dirigir el proceso de la unificación literaria.
El resultado sería el euskera batua (literalmente ‘euskera unificado’ o ‘euskera unido’), que es el soporte normativo (o registro) del euskera escrito. Se basa en los dialectos centrales del euskera como el dialecto navarro, dialecto navarro-labortano y el dialecto central del euskera, y se encuentra influido por el labortano clásico del siglo XVII, precursor de la literatura en euskera y lazo de unión entre los dialectos españoles y franceses.
Este registro, adoptado oficialmente a partir del reconocimiento de la autoridad normativa de la Real Academia de la Lengua Vasca por las instituciones de Navarra y el País Vasco, es el preferido y potenciado en la administración, la enseñanza y los medios de comunicación.
Desde los primeros años de la vigencia del batúa se ha desarrollado una importante polémica sobre el efecto que el batúa iba a tener sobre los dialectos del euskera real, hablado hasta esa fecha. Así, escritores como Oskillaso y Matías Múgica sostuvieron que el euskera batúa y el impulso institucional que llevaba a cabo iba a ser letal para los dialectos matando al 'euskera auténtico' en pos de la variante unificada, artificialmente creada. No obstante, otros escritores como Koldo Zuazo han venido sosteniendo que el batúa no es más que el registro destinado a ser utilizado en los ámbitos más formales (como la educación, la televisión pública, los boletines oficiales...) y viene a complementar al resto de los dialectos, no a sustituirlos; argumentó incluso que la extensión del batúa ayuda a reforzar los dialectos al incidir en la recuperación general de la lengua.

## Literatura

### Historia de la literatura

#### Primeros escritossigloIId.C.
Se considera que los textos más antiguos de esta lengua encontrados hasta ahora son varias palabras aparecidas en epitafios del siglo II d. C. en Aquitania, investigadas por primera vez por Achille Luchaire, después por Julio Caro Baroja y Koldo Mitxelena, y en épocas más recientes por Joaquín Gorrochategui. En el municipio navarro de Lerga (Estela de Lerga) se encontró una estela funeraria hispanorromana con antropónimos indígenas, datada en el siglo I. Mitxelena definió el parentesco entre la inscripción de Lerga y la epigrafía aquitana, así como con las inscripciones hispánicas éuscaras que se encontraría posteriormente. Es por ello que hoy en día se considera que el aquitano es simplemente vasco antiguo o euskera arcaico.

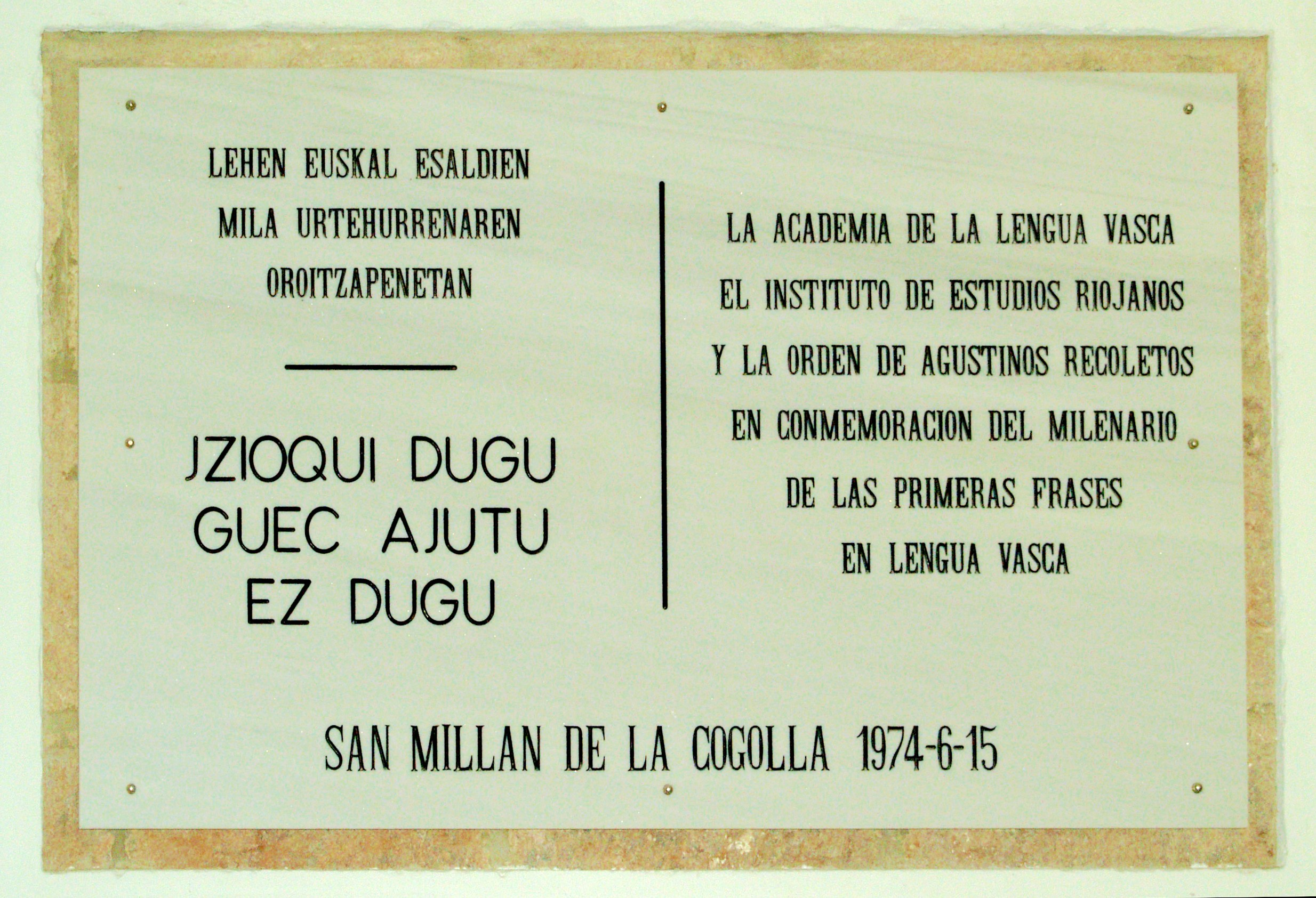
Placa conmemorativa de 1974 existente en el Monasterio de Yuso (San Millán de la Cogolla, La Rioja) donde se encontraron las Glosas Emilianenses que recogen dos textos en euskera, considerados los primeros textos escritos no epigráficos en dicha lengua.

La información disponible sobre el euskera medieval es bastante escasa y fragmentaria. La mayor parte de la información sobre el euskera medieval proviene del estudio de la toponimia y la antroponimia, además de algunas pocas palabras (como términos jurídicos del Fuero General de Navarra) y algunas frases cortas. El latín y los romances fueron las lenguas del saber, de las minorías cultas y de la administración oficial, tanto civil como eclesiástica. Pero aquellos grupos también debían de conocer la lengua de los collazos y siervos. Los escribanos utilizaban el romance para escribir, aunque la lengua de uso cotidiano fuera el euskera. Del siglo XI se cree que son las glosas halladas en el monasterio de San Millán de la Cogolla, en La Rioja, pequeñas anotaciones de traducción en un texto latino, las llamadas Glosas Emilianenses, escritas en latín y romance salvo la 31 y 42 que son frases en algún dialecto desconocido del euskera. Estas glosas son las siguientes:

jçioqui dugu
guec ajutu eç dugu
nos alegramos,
nosotros no tenemos adecuado

No hay total acuerdo sobre el significado de esas dos glosas. Nótese que la placa conmemorativa situada en el monasterio comete el pequeño error de reproducir el texto con una grafía modernizada, utilizando la letra zeta, cuando en el texto original se observa claramente la ce cedilla. En los primeros siglos del segundo milenio de nuestra era, las referencias al uso del euskera en el área pirenaica son diversas. Así, en una escritura del siglo XI, la donación del monasterio de Ollazábal (Guipúzcoa), además de fórmulas latinas, están los detalles ofrecidos de los linderos del terreno en euskera. También se encuentran huellas de esta lengua en una guía para peregrinos de Santiago de Compostela del siglo XII y atribuida a Aimeric Picaud, que incluye un pequeño vocabulario en euskera. Así mismo, en 1349, en la ciudad de Huesca se promulga un decreto que sanciona a los que hablaran en el mercado en árabe, hebreo o basquenç con 30 soles de multa.
A medida que avanza la Edad Media la información es más abundante, aunque no llegamos a tener textos extensos hasta los siglos XV y XVI. El fragmento original más extenso en lengua vasca se contiene en una carta bilingüe intercambiada en 1416 entre el secretario del rey navarro Carlos III y el jefe del tesoro del reino, la llamada "carta bilingüe de Matxin de Zalba". Son de gran interés los fragmentos de romances y cantares que citan las crónicas históricas, como el Cantar fúnebre de Milia de Lastur que recoge en sus Memorias Esteban de Garibay en 1596. Refranes y sentencias publicado por la misma época en Pamplona es un recopilatorio de refranes populares, probablemente del entorno de Bilbao, según Joseba Lakarra. Cartas personales y otros textos manuscritos o actas de testigos en juicios se consideran de un valor preciadísimo, como raros testimonios del euskera hablado en aquellos siglos. Entre la correspondencia personal destaca la de fray Juan de Zumárraga, primer obispo de México, que en 1537 escribió a su familia una carta redactada en dialecto vizcaíno y en castellano. Por su importancia, esta carta ha sido publicada por la revista Euskera, órgano oficial de la Real Academia de la Lengua Vasca. Es probablemente el texto vasco en prosa más largo conocido anterior a los primeros libros en euskera.
El primer libro conocido se imprimió en 1545, con el título Linguae Vasconum Primitiae (‘Primicias de la lengua de los vascos’) y firmado por el sacerdote bajonavarro Bernat Dechepare. Es una colección de poemas de tema erótico, autobiográfico y religioso. Dedica también versos al euskera, y es de reseñar que el autor es consciente de que el suyo es el primer intento de llevar su lengua a la imprenta. En su poema Kontrapas dice lo siguiente:

Berce gendec vstà çuten
 Ecin scriba çayteyen
 Oray dute phorogátu
 Enganatu cirela.
 Heuscara
 Ialgui adi mundura.
Otras gentes creían
 Que no se te podía escribir
 Ahora han demostrado
 Que se estaban engañando
 Euskera,
 Sal al mundo.

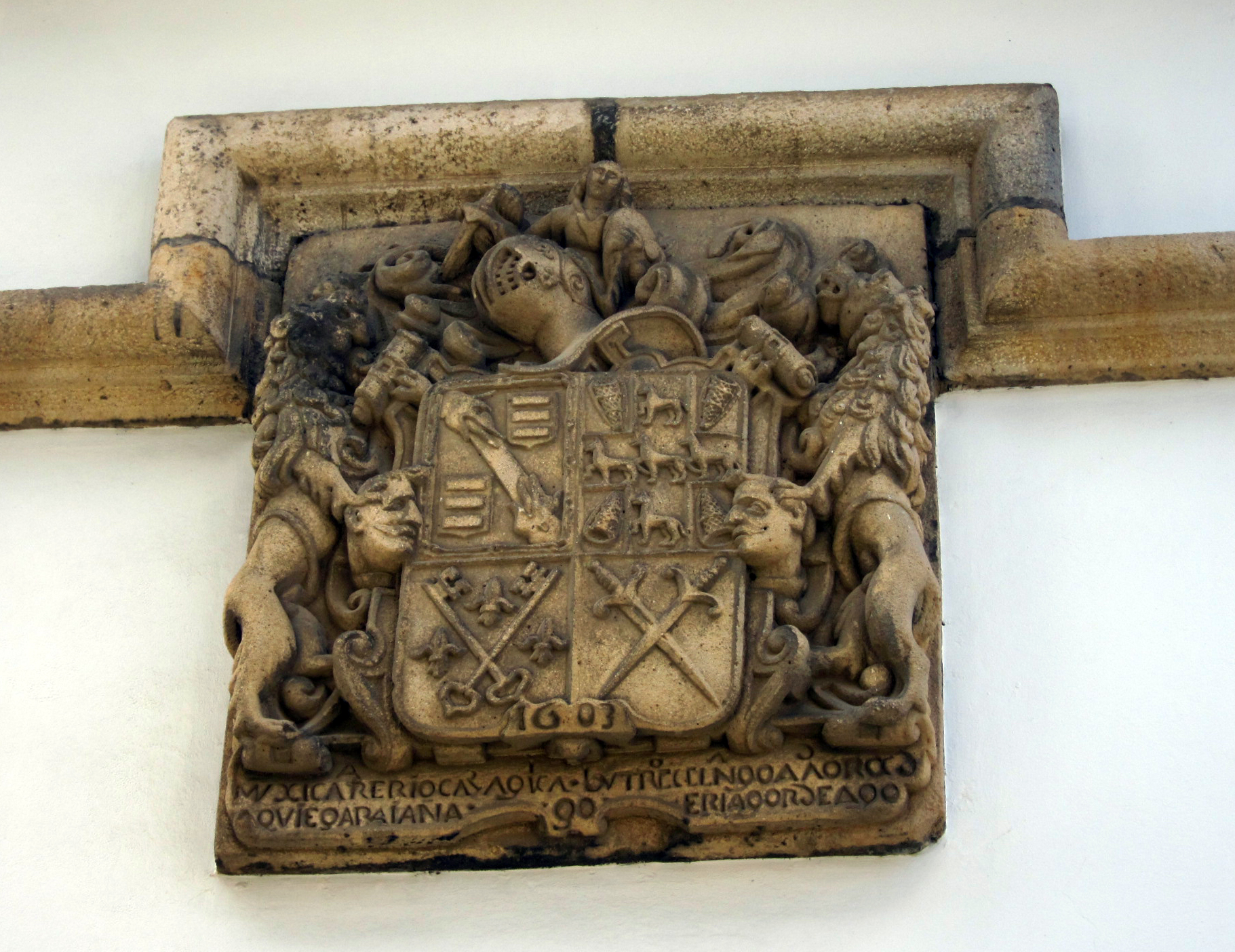
Escudo con inscripción fechada en 1603, en Plencia.

Entre 1564 y 1567 Juan Pérez de Lazarraga escribe su manuscrito, recientemente descubierto y compuesto por 106 páginas. En él podemos encontrar poesías y novela pastoril renacentista.
La siguiente obra conocida es la traducción del Nuevo Testamento (Iesu Christ Gure Iaunaren Testamentu Berria), encargada por la reina de Navarra Juana de Albret al ministro calvinista Joanes Leizarraga, impresa en 1571 en La Rochelle.
En el año 1607 se publicó en México el libro Discursos de la antigüedad de la lengua cántabra bascongada, una obra clave del vascoiberismo. Su autor, Baltasar de Echave, oriundo de Zumaya, Guipúzcoa, residió en México desde 1573 y se destacó como pintor y escritor. La obra incluye algunos textos en euskera y dedica el último capítulo a subrayar la importancia de preservar la lengua.
La Contrarreforma trajo consigo una nueva «política lingüística» por parte de la Iglesia católica. Así pues, se tradujeron catecismos y otras obras de la literatura cristiana, destinados a la formación de los fieles. En el siglo XVII en el País Vasco francés hay un grupo de escritores, hoy día llamado «la escuela de Sara», que basándose en el habla de la costa de Labort (zona de gran importancia económica) desarrollará un modelo literario para la lengua vasca. El mayor exponente de estos escritores es Pedro Axular.
En el País Vasco español a partir del siglo XVII también aparecerán libros impresos en euskera, consagrando el uso literario de los dialectos vizcaíno y guipuzcoano primero, y del resto con el devenir de los siglos. Es preciso reconocer que inicialmente, en el siglo XVIII, esta labor literaria se limitó a traducciones mediocres de textos religiosos, aunque Agustín Kardaberaz destacara por la calidad de su obra religiosa y retórica.

#### Literatura clásica
Dejando a un lado estos antecedentes, junto con otros manuscritos encontrados en el siglo XX, el que podría considerarse el primer clásico de la literatura en euskera fue la obra ascética Gero (‘Después’) del también sacerdote Pedro de Agerre Azpilikueta, escrita en «labortano clásico» e impresa por primera vez el año 1643 en Pau. Su prosa fue tomada como ejemplo del buen escribir entre los escritores tanto al norte como al sur del Pirineo. Manuel de Larramendi se refiere a Axular como maestro.
Hasta muy tardíamente los escritores laicos fueron una excepción y la mayoría de las obras publicadas fueron de temática religiosa, limitándose principalmente a traducciones de doctrinas y catecismos, biografías de santos y algunos tratados teológico-filosóficos. Entre las obras que tratan temas profanos encontramos gramáticas, apologías (que pretendían demostrar la pureza y perfección de la lengua de los vascos, aunque casi todas fueron escritas en castellano), antologías de refranes y poemas, además de obras del teatro tradicional vasco o pastorales.
En el siglo XVIII, uno de los grandes dinamizadores culturales y políticos de Vasconia fue el padre jesuita Manuel Larramendi (1690-1766), quien fue autor de una gramática y un diccionario vascongado. Su influencia marcó un antes y un después en la literatura vasca. Se ocupaba de corregir los manuscritos de muchos escritores de su época antes de imprimirlos, y puede considerársele uno de los líderes o referentes en su tiempo.

#### Época moderna
En la segunda mitad del siglo XIX, la derrota en las guerras carlistas y los cambios que se estaban dando en la sociedad originaron cierta preocupación sobre el futuro de la lengua, lo cual motivó la fundación de asociaciones como la Sociedad Euskara de Navarra, la celebración de certámenes literarios y juegos florales y la aparición de las primeras publicaciones en euskera. La lingüística europea comenzó a interesarse por ella y empezó a estudiarse la lengua de manera científica. Floreció la literatura y los folcloristas y musicólogos se interesaron por recuperar la tradición oral. En 1918 se fundó la Sociedad de Estudios Vascos-Eusko Ikaskuntza con el patrocinio de las cuatro diputaciones vasconavarras y un año después, la Real Academia de la Lengua Vasca (Euskaltzaindia) fue fundada por Alfonso XIII.
Por el contrario, algunos intelectuales vascos de la época como Miguel de Unamuno llamaban a aceptar con dolor y resignación la muerte del euskera, lengua con la que —según él— no podían transmitirse ideas abstractas. El filósofo llegaba a afirmar en momentos de íntimo pesimismo depresivo [cita requerida] que los vascos debían abandonar su lengua y tradiciones para así poder entrar en la modernidad española.

La cultura vasca, lo que se dice "cultura", se ha hecho en español o en francés. En español escribió sus cartas y sus ejercicios Íñigo de Loyola, el fundador de la Compañía de Jesús, y en francés pensaba y escribía el abate de Saint-Cyran, fundador de Port Royal, fortaleza del jansenismo. (...) En vascuence no se puede pensar con universalidad. Y el pueblo vasco, cuando se eleva a la universalidad, lo hace en español o en francés
Miguel de Unamuno, "La unificación del vascuence", en Obras Completas (VI): 344-348. Madrid: Afrodisio Aguado.

Siendo esta postura, con algunas excepciones, la mayoritaria entre la izquierda y el liberalismo vascos de aquel momento, tanto en España como en Francia, los mayores defensores de la lengua fueron los sectores foralistas, tradicionalistas y nacionalistas.
Entre 1848 y 1936, se produjo el llamado euskal pizkundea o renacimiento vasco, cuando se encuentra la poesía cultista de autores como Nicolás Ormaetxea Orixe, Xabier Lizardi o Esteban Urkiaga Lauaxeta, impregnada del estilo de los poetas simbolistas. Sin embargo, la guerra civil y su desenlace pospusieron esa etapa de maduración literaria y social.
La identificación del euskera con la vida rural y por lo tanto con una idealizada Arcadia vasca, tan atractiva para muchos vascos, tuvo que durar hasta el relevo generacional de los años cincuenta y sesenta. Es entonces cuando en un ambiente de efervescencia cultural y política, el euskera empezó a oírse en boca de los jóvenes universitarios y ambientes urbanos.
El euskera aún era usado por la mayoría de los habitantes de la zona vascohablante (Vizcaya salvo su extremo occidental, Guipúzcoa, puntos del norte de Álava, norte de Navarra y el País Vasco francés salvo el área de Biarritz-Anglet-Bayona) inmediatamente antes de la industrialización. Según los datos de 1866-1868 que maneja Ladislao de Velasco, lo hablaban 170 000 de los 176 000 habitantes de Guipúzcoa (140 000 de manera habitual), 149 000 de los 183 000 vizcaínos (de los que 6000 eran extranjeros y 28 000 vivían en el distrito de Valmaseda-Encartaciones, donde el euskera desapareció de su parte oriental a finales del siglo XVIII y principios del XIX, con el final de la primera guerra carlista), 12 000 de los 120 000 alaveses, 60 000 de los 300 000 habitantes de la Navarra española y 80 000 de los 124 000 habitantes del País Vasco francés.

### Obras y autores destacados
- Bernat Dechepare: Linguae Vasconum Primitiae
- Arnaud Oihenart
- Pedro de Agerre Azpilikueta (Axular): Gero
- Bernardo Atxaga: Obabakoak
- Xabier Amuriza
- Andoni Egaña
- Arantxa Urretabizkaia: Zergatik Panpox
- Evaristo Bustinza (Kirikiño): Abarrak
- Eusebio Erkiaga: Parnasorako Bidea.
- Esteban Urkiaga (Lauaxeta)
- José Manuel Etxeita
- Joseba Sarrionandia
- Xabier Gereño
- Juan Antonio Mogel Urkiza: Peru Abarka
- Mikel Zárate
- Karlos Santisteban
- Ramón Saizarbitoria: Ehun metro
- Gabriel Aresti: Harri eta herri
- Unai Elorriaga: SPrako tranbia
- Lourdes Oñederra

### Lingüística vasca
- Manuel de Larramendi
- Manuel Agud
- Juan Pérez de Lazarraga
- Resurrección María de Azkue
- Toribio Etxeberria
- Louis-Lucien Bonaparte
- René Lafon
- Koldo Mitxelena
- Antonio Tovar
- Larry Trask
- Michel Morvan
- John Bengtson
- Jean-Baptiste Orpustan

## Descripción lingüística

### Clasificación
Tipológicamente el euskera es una lengua fuertemente aglutinante. En cuanto a la clasificación genética, actualmente se considera que el euskera es una lengua aislada, ya que carece de lenguas emparentadas. Sería sucesora directa del euskera arcaico o histórico de los siglos I a III d. C.

### Escritura y fonología

#### Escritura
Características generales del sistema de escritura
El euskera, por su situación geográfica, adoptó el alfabeto latino cuando comenzó a desarrollarse como lengua escrita en el Siglo XVI. Generalmente se escribía según los sistemas del castellano y del francés, adaptándolas con mayor o menor éxito a la fonética vasca. El líder nacionalista Sabino Arana diseñó un particular sistema ortográfico, logrando cierto éxito entre sus seguidores. Tras la guerra civil española el sistema aranista fue abandonándose, porque las consonantes tildadas que precisaba encarecían las ediciones y resultaban muy poco prácticas.
La Academia de la Lengua Vasca fue estableciendo a partir de 1968 una normativa unificada. Actualmente, el alfabeto vasco está compuesto de las siguientes letras:
- Cinco vocales: a, e, i, o, u, que suenan como en castellano. En el suletino se utiliza una sexta vocal, la ü (pronunciada como la «u» francesa en tu). En el euskera estándar, el uso del ü es permitida en nombres geográficos suletinos y sus derivados, ej.: Garrüze, garrüztar.
- Las siguientes consonantes: b, d, f, g (se pronuncia siempre como la «g» de «galleta» y no como la «g» de «gelatina»), h (en los dialectos occidentales es muda y aspirada en los orientales), j (pronunciada como la «y» castellana de «yate» en la mayoría de los dialectos; en el guipuzcoano y en zonas limítrofes vizcaínas y navarras se pronuncia como la «j» castellana), k, l, m, n, ñ, p, r, s (pronunciada como la «s» del español del centro y norte de España), t, x (pronunciada como la «sh» inglesa), z (pronunciada como la «s» del español de América y las Canarias).
- Es posible encontrar otras cinco consonantes para palabras procedentes de otros idiomas: c, q, v, w, y, pero normalmente estas consonantes son sustituidas por sus equivalentes en euskera: la k para la c y la q, la b o la u para la v y la w, y la j para la y.
- En algunos extranjerismos se escribe ç (curaçao) y é (ej.: couché paper).[111]

En total tiene 27 letras, las mismas que en castellano (ü, ç, é no se consideran letras separadas).
Asimismo, tiene los siguientes dígrafos: dd, rr, tt, tx (pronunciada como la «che» en español), ts (pronunciada como una che suave), tz (pronunciada de modo parecido a la «zz» italiana en «pizza»).
En el caso de algunas consonantes precedidas de la i, palatalizan su sonido después de pronunciar la «i»: il (la l se pronuncia como la «ll» en España; ej.: ilea se pronuncia illea), in (la n se pronuncia como la «ñ» en español; ej.: ikurrina se pronuncia ikurriña), is (la s se pronuncia como la «x» del euskera), its (la ts se pronuncia como la «tx» en euskera).
En las variedades más orientales, en algunas palabras existe la posibilidad de aspiración después de consonante, lo que ha solido reflejarse en la literatura de estos dialectos. Ejemplos: aphez, ithurri, kherestu, orho, alha, unhatu.
No existen las tildes o acentos ortográficos más que en préstamos y modismos de otras lenguas, ya que el acento en euskera no tiene valor fonológico, como sí ocurre en el castellano. Normalmente la sílaba fuerte en la entonación es la segunda empezando por la izquierda.

#### Fonología
Correspondencias entre grafemas y pronunciación en español
- a: (a) a
- b: (be) b
- d: (de) d
- dd: (de bikoitza) dy (d palatalizada, como "diablo", pronunciado muy rápidamente)
- e: (e) e (delante una vocal, i en suletino)
- f: (efe) f
- g: (ge) g, siempre el sonido de "garra" y "guerra", no el de "gitano".
- h: (hatxe) h (muda en los dialectos peninsulares, [h] aspirada en los continentales)
- i: (i) i
- j: (jota) y (semivocal [j] en vizcaíno, labortano y navarro, como el español "judo", "yo"), [ʒ] fricativa postalveolar en suletino y en el habla de Lequeitio (de dialecto vizcaíno), como "Jacques" en francés y fricativa velar sorda [x] (guipuzcoano)
- k: (ka) k
- l: (ele) l
- il: (i ele) la l se pronuncia como la ll en español no yeísta
- m: (eme) m
- n: (ene) n
- ñ (eñe) ñ
- in: (i ene) la n se pronuncia como una ñ en los dialectos meridionales
- o: (o) o (delante una vocal, u en suletino)
- p: (pe) p
- r: (erre) r simple castellana ("ere")
- rr: (erre bikoitza) r doble castellana ("erre")
- s: (ese) s (fricativa apicoalveolar), como en español del norte y centro de España
- t: (te) t
- tt: (te bikoitza) ty (t palatalizada, como «tiara», pronunciado muy rápidamente)
- ts: (te ese) ts (africada apicoalveolar, como «Montserrat sabe» pronunciado con un sandhi), pero como ts francesa en vingt-six o en inglés rats (laminal, africada dorsoalveolar), en el vizcaíno y en la costa de Guipúzcoa.
- tx: (te ixa) ch castellana fuerte
- tz: (te zeta) ts francesa en "vingt-six" o en inglés "gets" (laminal, africada dorsoalveolar)
- u: (u) u (en suletino, existe además la vocal alta anterior redondeada ü, u francesa en "tu")
- x: (ixa) sh inglesa o ch francesa (sibilante); en el dialecto occidental, también tienen el sonido ix los grupos iz o is seguidos de vocal, aunque no se cumple siempre
- z: (zeta) s (fricativa dorsoalveolar), como "cenó", "zen" o "senil" en español americano, pero en el vizcaíno, s (fricativa apicoalveolar), como en español del norte y centro de España.

Las cinco letras c, q, v, w e y, de uso muy poco frecuente, se llaman ze, ku, uve, uve bikoitza e i grekoa; la letra modificada ç es denominada ze hautsia o zedila.
En suletino, hay vocales nasales (õ, û) y sibilantes sonoras (ss, zz), pero nunca se reflejan en la escritura.
Consonantes
|           |                   | Labial        | Labial        | Labial         | Labial         | Coronal         | Coronal         | Coronal          | Coronal          | Coronal | Coronal | Dorsal       | Dorsal       | Dorsal  | Dorsal  | Glotal   | Glotal |
| Bilabial  | Bilabial          | Labio- dental | Labio- dental | Lamino- dental | Lamino- dental | Apico- alveolar | Apico- alveolar | Post- alveolar   | Post- alveolar   | Palatal | Palatal | Velar        | Velar        |         |         | Glotal   | Glotal |
| --------- | ----------------- | ------------- | ------------- | -------------- | -------------- | --------------- | --------------- | ---------------- | ---------------- | ------- | ------- | ------------ | ------------ | ------- | ------- | -------- | ------ |
| Nasal     | Nasal             | m /m/         | m /m/         |                |                |                 |                 | n /n/            | n /n/            |         |         | ñ, in- /ɲ/   | ñ, in- /ɲ/   |         |         |          |        |
| Oclusiva  | Oclusiva          | p /p/         | b /b/[b~β]/   |                |                | t /t/           | d /d/[d~ð]      |                  |                  |         |         | tt, -it- /c/ | dd, -id- /ɟ/ | k /k/   | g /g/   |          |        |
| Africada  | Africada          |               |               |                |                | tz /ʦ̻/          | tz /ʦ̻/          | ts /ʦ̺/           | ts /ʦ̺/           | tx /ʧ/  | tx /ʧ/  |              |              |         |         |          |        |
| Fricativa | Fricativa         |               |               | f /f/ (rara)   | f /f/ (rara)   | z /s̻/           | z /s̻/           | s /s̺/            | s /s̺/            | x /ʃ/   | x /ʃ/   | j /ʝ~x/      | j /ʝ~x/      | j /ʝ~x/ | j /ʝ~x/ | h Ø, /h/ |        |
| Lateral   | Lateral           |               |               |                |                |                 |                 | l /l/            | l /l/            |         |         | ll, il- /ʎ/  | ll, il- /ʎ/  |         |         |          |        |
| Vibrante  | Vibrante múltiple |               |               |                |                |                 |                 | r-, -rr-, -r /r/ | r-, -rr-, -r /r/ |         |         |              |              |         |         |          |        |
| Vibrante  | Vibrante simple   |               |               |                |                |                 |                 | -r- /ɾ/          | -r- /ɾ/          |         |         |              |              |         |         |          |        |

Vocales (euskera general)
|        | Anteriores | Centrales | Posteriores |
| Altas  | /i/        |           | /u/         |
| Medias | /e? /      |           | /o? /       |
| Bajas  |            | /ä/       |             |

El suletino además además incluye la vocal anterior labializada /y/ usualmente escrita como ü.
El acento
En euskera, el acento no se representa ortográficamente pero sí que existen sílabas átonas y tónicas y es muy diferente a las lenguas románicas. La unidad de acentuación no tiene por qué estar en una palabra como sucede en castellano sino en el sintagma. Es decir, la sílaba tónica puede desplazarse dentro de una misma palabra dependiendo de lo que le acompañe.
Normalmente, en euskera, se tiende a acentuar la segunda sílaba y la última, si bien el acento de la última sílaba no se marca tanto como el de la segunda.
- Una sílaba: las palabras de una sílaba no tienen acentuación sino que se asimilan a otras palabras para hacer unidades de varias sílabas.
- Dos sílabas: (xX) las palabras de dos sílabas tienen la tónica en la última: agur (adiós), mutil (chico), hori (ese), aunque existen excepciones como: seme (hijo), ume (niño), kale (calle), atze (detrás) o ordu (hora).
- Tres sílabas (xXX): la tónica en las palabras de tres sílabas es doble en la segunda sílaba y la última, aunque la última no es tan fuerte como la segunda. ikusi [ikÚsii] (ver), mutila [mutÍlaa] (el chico), laguna [lagÚnaa] (el compañero).
- Cuatro o más sílabas (xXxxX): la tónica principal es la segunda sílaba y la tónica secundaria es la última sílaba. batasuna [batÁsunaa] (la unidad), aizkolaria [aizkÓlariaa] (el leñador), interesgarri [intÉresgarrii] (interesante).
- Excepciones:
  - Verbos: el acento coge referencia la raíz: (IKÁSI: ikási, ikásikò, ikásità) excepto bota, jakin, jaio, jagon, joan o bazkaldu. En combinaciones de verbo auxiliar más verbo principal este verbo auxiliar se asimila al principal como si fuese una sola palabra: esán dugù, esán dizkìdatè.
  - Palabras marcadas: son las excepciones: aurre, eurri, gai, haur, euskara, ganbarra, mediku, egia, liburu, lege, pisu, maistra...

Muestras de texto
| Gure Aita (Padre Nuestro, versión en batúa) | Gure Aita (Padre Nuestro, versión en vizcaíno) | Gure Aita (Padre Nuestro, pronunciación en vizcaíno) | Gure Aita (Padre Nuestro, escrito según estilo del siglo XVI, fragmento parcial encontrado en Areso, Navarra) |
| --- | --- | --- | --- |
| Gure Aita, zeruetan zarena: santu izan bedi zure izena, etor bedi zure erreinua, egin bedi zure nahia, zeruan bezala lurrean ere. Emaiguzu gaur egun honetako ogia; barkatu gure zorrak, guk ere gure zordunei barkatzen diegunez gero; eta ez gu tentaldira eraman, baina atera gaitzazu gaitzetik. | Gure Aita, zeruetan zarana: santu izen beiti zure uzena, etor beiti zure erreinue, ein beiti zure gura, zeruan legez lurrean be. Emoiguzu gaur egun ontako ogie. Parkatu gure zorrak, geuk be gure zordunai parkatzen dautzegun ezkero; eta ez gu tentaldira eroan baña atara gagizuz gatxetik. | Gure Aita, seruetan sarana: santu isen beiti sure usena, etor beiti sure erreiñue, ein beiti sure gura, seruan leges lurrean be. Emoigusu gaur egun ontako oguie. Parkatu gure sorrak, geuk be gure sordunai parkassen daussegun eskero; eta es gu tentaldira eroan baña atara gaguisus gachetik. | Aita guren zeruetan zagozana, donestsia izan bedi zure izena, betor gugana zure erreguekuntzea, eguin bedi zure naia, zelan zeruan alan lurrean. Egunean guneango gure oguia gaur emon eiguzu ta partaku eiguzuz gure zorrak gure zor |
| Coplas a Santa Águeda | Traducción: | | |
| Zorion, etxe hontako denoi! Oles egitera gatoz, aterik ate ohitura zaharra aurten berritzeko asmoz. Ez gaude oso aberats diruz, ezta ere oinetakoz. Baina eztarriz sano gabiltza, ta kanta nahi degu gogoz. Santa Ageda bezpera degu Euskal Herriko eguna, etxe guztiak kantuz pozteko aukeratua deguna. Santa maitea gaur hartu degu gure bideko laguna. Haren laguntzaz bete gentzake egun hontako jarduna. | ¡Felicidad a todos los de esta casa! venimos a saludar, de puerta en puerta la vieja costumbre con intención de renovarla este año. No somos muy ricos en dinero, ni en zapatos. Pero estamos sanos de garganta, y queremos cantar con ganas. Tenemos la víspera de Santa Águeda como el día de Euskal Herria, El día que hemos elegido para llenar las casas de alegría cantando. a la querida Santa hoy hemos cogido como amiga para el camino. Con su ayuda podemos llenar el jornal de este día. | | |

### Morfosintaxis

#### Sintagma nominal
La morfología del euskera es muy rica en la estructura del sintagma nominal y verbal.
La forma de construir los grupos nominales y verbales es compleja, debido a la declinación, a la ergatividad (caso nork) y a la gran cantidad de información que el verbo contiene, no solo sobre el sujeto, sino también sobre el objeto directo e indirecto. Además, en la forma de tratamiento familiar (hika), el verbo varía sus desinencias según el sexo de la persona a la que se habla, en la segunda persona del singular del alocutivo.
Los sintagmas nominales: la declinación
El euskera dispone de dos medios para reflejar la relación entre los sintagmas de la oración: la declinación y las posposiciones.
La declinación
La declinación es el conjunto de marcas del sintagma nominal para expresar la función sintáctica que desempeña, es decir, los casos gramaticales (sujeto, complemento directo e indirecto), casos de lugar-tiempo (complementos circunstanciales) y otros complementos.
Las principales características de la declinación vasca son:
- Los casos, de uno en uno, se añaden a todo el sintagma nominal, concretamente al último elemento que cierra este sintagma: (nire anaia gaiztoa, mi malvado hermano) + ari = nire anaia gaiztoari (a mi malvado hermano).
- Las correspondientes desinencias son únicas por cada caso, por lo que todas las palabras que deban ser declinadas en determinado caso tomarán la misma marca.

Ejemplo: dativo singular (caso nori), -ari: gizon-ari, anaia-ari, beltz-ari, katu-ari (al hombre, al hermano, al negro, al gato). Si termina en -a: osaba+ari = osaba-ri (al tío).
- No existe categoría de género, por lo que los casos solo diferencian número: singular / plural / indeterminado

Ejemplo: dativo singular: -ari / dativo plural: -ei / dativo indefinido: -(r) i: Gizonari eman dio / Gizonei eman die / Zein gizoni eman dio? (Lo ha dado al hombre / Lo ha dado a los hombres / ¿A qué hombre(s) se lo ha dado?
- En la declinación, se pueden diferenciar la raíz y la desinencia: gizon (raíz de "hombre") + -ari (desinencia, "al / a la") = gizon-ari ("al hombre").
- Dependiendo de los dialectos, la declinación puede adoptar una forma u otra, por ejemplo: Norekin? ("¿Con quién?") forma común a todos los dialectos, excepto el vizcaíno), Noregaz? Nogaz? (vizcaíno) y Norekilan? (forma enfática del suletino).

Los casos gramaticales
- Absolutivo: este es el caso utilizado cuando el sintagma nominal cumple la función de sujeto de un verbo intransitivo u objeto directo de un verbo transitivo. En este caso no hay declinación, no se añade ninguna desinencia: Mutila etorri da (El chico ha venido).

| raíz  | indefinido | singular                                    | plural                                      |
| mutil | mutil      | mutil + -a (determinado, singular) = mutila | mutil + -ak (determinado, plural) = mutilak |

Sin embargo, cuando el sintagma nominal tiene función de objeto directo, pero se encuentra en una frase interrogativa o negativa con un valor no determinado, el caso que se utiliza es el partitivo y la marca que se añade es -(r) ik: Ez daukat dirurik (No tengo dinero).
Ergativo: es el caso donde el sintagma nominal cumple la función de sujeto de un verbo transitivo y la marca que se añade es -(e) k. Mendiek gero eta zuhaitz gutxiago dituzte (Los montes cada vez tienen menos árboles).
| raíz  | indefinido             | singular                                                                           | plural                                                                               |
| mendi | mendi + (e) k = mendik | mendi + -a (det.) + -k (erg.) = mendiak ("El monte" —sujeto de oración transitiva) | mendi + -ek (plural ergativo) = mendiek ("Los montes" —sujeto de oración transitiva) |

Dativo: en este caso, el sintagma nominal adopta la función de objeto indirecto en aquellas oraciones con tres elementos nor-nori-nork, o de dos elementos nor-nori. La marca que se añade es -(r) i, por ejemplo, Umeari esan diot (Se lo he dicho al niño).
| raíz | indefinido                                                                  | singular                                    | plural                            |
| ume  | ume + (-r)i = umeri ("Zein umeri esan dio?" —"¿A qué niño se lo ha dicho?") | ume + -a (det.) + (r)i = umeari ("Al niño") | ume + -ei = umeei ("A los niños") |

Los casos de lugar: Los casos de lugar varían si se añaden a un nombre animado o a uno inanimado. Ama-rengana joan naiz (He ido donde la madre)/ Etxe-ra joan naiz (He ido a casa).
|                                                | Declinación                        | Nombre no animado | Nombre animado                                                 |                                              |
| Inesivo (Non)-(Norengan)                       | -n                                 | etxe + -an (inesivo) = etxean ("en la casa")                                                                                          | amarengan ("en la madre")                                      |                                              |
| Genitivo locativo (Nongo)                      | -ko, -go (si termina en "n" o "l") | etxeko ("de la casa"), Madrilgo ("de Madrid")                                                                                         |                                                                |                                              |
| Ablativo (Nondik)-(Norengandik)                | -tik, -dik                         | 1- etxetik ("desde la casa" —procedencia) 2-Nun gaindik? ¿por donde?, gaindi (por, a través),-tik, -ti: etxetik ("por;" a través de") | 1-handik ("desde allí" -procedencia) 2-handik ("por allí")     | amarengandik ("desde la madre" —procedencia) |
| Adlativo simple (Nora)-(Norengana)             | -ra                                | etxera ("a la casa" —dirección) | amarengana ("a donde la madre")                                |                                              |
| Adlativo compuesto (Norako)-(Norenganako)      | -rako                              | etxerako bidea ("el camino [que va / para ir] a casa")                                                                                | amarenganako maitasuna ("el amor [que se muestra] a la madre") |                                              |
| Adlativo final (Noraino)-(Norenganaino)        | -raino                             | etxeraino ("hasta la casa" —conclusión del recorrido)                                                                                 | amarenganaino ("hasta la madre" —conclusión del recorrido)     |                                              |
| Adlativo de dirección (Norantz)-(Norenganantz) | -rantz                             | etxerantz ("hacia la casa") | amarenganantz ("hacia la madre")                               |                                              |

Otras declinaciones: son las correspondientes a los siguientes casos: instrumental (acerca de qué/quién; mediante qué/quién), sociativo (con qué/quién), genitivo (de quién), motivativo (a causa de qué/quién), destinativo (para quién) y prolativo ([tomado] por qué/quién). Las declinaciones empezadas por "nor" se refieren a seres vivos (a excepción de plantas); las empezadas por "zer", a objetos inanimados y a plantas.
|                                 | Declinación | Indefinido    | Singular       | Plural       |
| Genitivo posesivo (Noren/Zeren) | -en         | Harriren      | Harriaren      | Harrien      |
| Instrumental (Zerez)            | -z          | Harriz        | Harriaz        | Harriez      |
| Sociativo (Nor/Zerekin)         | -kin        | Harrirekin    | Harriarekin    | Harriekin    |
| Motivativo (Nor/Zer(en) gatik)  | -(n) gatik  | Harrirengatik | Harriarengatik | Harriengatik |
| Destinativo (Nor/Zerentzat)     | -entzat     | Harrirentzat  | Harriarentzat  | Harrientzat  |
| Prolativo (Zertzat)             | -tzat       | Harritzat     | - - -          | - - -        |

Determinantes
En euskera los determinantes pueden ir incluidos en la palabra:
mutil + -a = mutila
(es decir: chico + el (determinante) = el chico)
O también pueden ir fuera de la palabra:
mutil + bat = mutil bat
(es decir: chico + uno (determinante numeral) = un chico)
Numerales
| Número    | Cardinales            | Ordinales       | Distributivos |
| --------- | --------------------- | --------------- | ------------- |
| 0         | zero                  | zerogarren      | zerona        |
| 1         | bat                   | lehen/aurren    | bana          |
| 2         | bi                    | bigarren        | bina          |
| 3         | hiru                  | hirugarren      | hiruna        |
| 4         | lau                   | laugarren       | launa         |
| 5         | bosi                  | bosigarren      | bosina        |
| 6         | sei                   | seigarren       | seina         |
| 7         | zazpi                 | zazpigarren     | zazpina       |
| 8         | zortzi                | zortzigarren    | zortzina      |
| 9         | bederatzi             | bederatzigarren | bederatzina   |
| 10        | hamar                 | hamargarren     | hamarna       |
| 11        | hamaika               | hamaikagarren   | hamaikana     |
| 12        | hamabi                | hamabigarren    | hamabina      |
| 13        | hamahiru              |                 |               |
| 14        | hamalau               |                 |               |
| 15        | hamabosi              |                 |               |
| 16        | hamasei               |                 |               |
| 17        | hamazazpi             |                 |               |
| 18        | hamazortzi/hamezortzi |                 |               |
| 19        | hemeretzi             |                 |               |
| 20        | hogei                 |                 |               |
| 21        | hogeita bat           |                 |               |
| 22        | hogeita bi            |                 |               |
| 23        | hogeita hiru          |                 |               |
| 24        | hogeita lau           |                 |               |
| 25        | hogeita bosi          |                 |               |
| 26        | hogeita sei           |                 |               |
| 27        | hogeita zazpi         |                 |               |
| 28        | hogeita zortzi        |                 |               |
| 29        | hogeita bederatzi     |                 |               |
| 30        | hogeita hamar         |                 |               |
| 31        | hogeita hamaika       |                 |               |
| 32        | hogeita hamabi        |                 |               |
| 33        | hogeita hamahiru      |                 |               |
| 40        | berrogei              |                 |               |
| 41        | berrogeita bat        |                 |               |
| 44        | berrogeita lau        |                 |               |
| 50        | berrogeita hamar      |                 |               |
| 51        | berrogeita hamaika    |                 |               |
| 55        | berrogeita hamabosi   |                 |               |
| 60        | hirurogei             |                 |               |
| 61        | hirurogeita bat       |                 |               |
| 66        | hirurogeita sei       |                 |               |
| 70        | hirurogeita hamar     |                 |               |
| 71        | hirurogeita hamaika   |                 |               |
| 77        | hirurogeita hamazazpi |                 |               |
| 80        | laurogei              |                 |               |
| 81        | laurogeita bat        |                 |               |
| 88        | laurogeita zortzi     |                 |               |
| 90        | laurogeita hamar      |                 |               |
| 91        | laurogeita hamaika    |                 |               |
| 99        | laurogeita hemeretzi  |                 |               |
| 100       | ehun                  |                 |               |
| 200       | berrehum              |                 |               |
| 300       | hirurehun             |                 |               |
| 400       | laurehun              |                 |               |
| 500       | bostehun              |                 |               |
| 600       | seiehun               |                 |               |
| 700       | zazpiehun             |                 |               |
| 1,000     | mila                  |                 |               |
| 1,001     | mila eta bat          |                 |               |
| 1 000 000 | milioi                |                 |               |

Los cardinales son éstos:
1-bat, 2-bi, 3-hiru, 4-lau, 5-bost, 6-sei, 7-zazpi, 8-zortzi, 9-bederatzi, 10-hamar, 11-hamaika, 12-hamabi (diez dos), 13-hamahiru (diez tres), 14-hamalau (diez cuatro)... 18-hamazortzi o hemezortzi, 19-hemeretzi, 20-hogei, 21-hogeita bat (veinte y uno), 22-hogeita bi (veinte y dos)... 30-hogeita hamar (veinte y diez), 31-hogeita hamaika (veinte y once), 32-hogeita hamabi (veinte y diez dos), 33-hogeita hamahiru (veinte y diez tres)... 40-berrogei (doble veinte), 41-berrogeita bat (doble veinte y uno)... 50-berrogeita hamar (doble veinte y diez), 51-berrogeita hamaika (doble veinte y once), 52-berrogeita hamabi (doble veinte y diez dos)... 60-hirurogei (tres veintes), 61-hirurogeita bat (tres veintes y uno)... 70-hirurogeita hamar (tres veintes y diez), 71-hirurogeita hamaika (tres veintes y once)... 80-laurogei (cuatro veintes), 81-laurogeita bat (cuatro veintes y uno)... 90-laurogeita hamar (cuatro veintes y diez), 99-laurogeita hemeretzi (cuatro veintes y diez nueve), 100-ehun, 200-berrehun, 300-hirurehun, 400-laurehun, 500-bostehun, 600-seiehun, 700-zazpiehun, 1000-mila, 1001-mila eta bat... 1 000 000-milioi
Ordinales:
1.-lehen/aurren, 2.-bigarren, 3.-hirugarren... n-garren.
Distributivos:
1-bana (uno para cada uno), 2-bina (dos para cada uno)... 10-hamarna... n-na.
En Euskera el número ‘20’ hogei es un grupo numérico importante, aparentemente relacionado al número de dedos en ambas manos y pies, ya que aparece como base complementaria en la construcción de los números superiores. Comparando con otras lenguas, la construcción de números superiores en base ‘20’ es menos común que en base ‘10’, sin embargo no es inexistente ya que aparece también en otros sistemas numerales. Para los números superiores en Euskera tenemos: ‘40’ berr-hogei (2x20), ‘60’ hirur-hogei (3x20), y ‘80’ laur-hogei (4x20).

#### Sintagma verbal
Características generales del sintagma verbal
Ergativo

### Léxico, semántica y pragmática

#### Léxico
Además del léxico patrimonial heredado del protoeuskera existen formas léxicas que son préstamos de otras lenguas, procedentes de:
1. las lenguas celtas: andere 'mujer' (ant. irl. ainder), zaldi 'caballo', aita- 'padre' (irlandés athair), orkatz- 'corzo' (proto-celta *iorkas, galés iwrch), izoki- 'salmón' (proto-celta *esox). Incluso a alguna palabra tradicionalmente considerada de origen euskérico, como (k)harri- (roca), se le ha propuesto un origen céltico (gaélico carraige, bretón karrek, galés carreg). No obstante, las relaciones entre el euskera y las lenguas celtas no están del todo aclaradas, y es posible que algunas de estas palabras no sean exactamente préstamos, sino más bien palabras heredadas de un sustrato más antiguo, común a ambos grupos.
2. el latín, del que proviene una gran cantidad de palabras, tomadas directamente o a través de lenguas romances como el navarro-aragonés, el gascón, el castellano y el francés: eliza (iglesia), errege (rey), gauza (cosa), doministiku ("dominus tecum")
3. las lenguas germánicas: zilar (plata) y urki (abedul), aunque también en este caso es complejo establecer si se trata de préstamos o palabras debidas a otro tipo de relaciones. En el caso de urki (1284 urquieguia beerecoa, urquiegia garaycoa), burki (1412 burquidi -di sobre burki), burkhi, bürkhi, turki, epurki, epuski, y la teórica gurki o kurki, se pretende vincular un, seguramente erróneo, buruki con birihha, abedul en Antiguo Alto Alemán. Fonéticamente no es posible. {Paul Friedrich, Proto-Indoeuropean-Trees, 1970: “Except for Nehring's apparently unique suggestion of an “Assiatic borrowing (1954, p.20), some form of the PIE birch name appears to have been borrowed into Basque as still reflected in contemporary buruki (sic) according to Antonio Tovar (see Mugica for the forms). I am indebted to Jaan Puhvel for his personal communication on the philology of the birch name}. {Orotariko Euskal Hiztegia. Etimología: es posible que se haya perdido un eslabón gurki o kurki debido a asimilación entre burki y turki. Se ha pensado en un origen i.-e (a.a.a. birihha etc.)}. Algunos autores (Campión, carta a R.I.E.V.) se fijan en el inglés Antiguo : berc, birce) >birch y su parecido con formas vasco orientales tipo burki, parecido que bien puede considerarse superficial si no lo apoya un estudio global de las formas (fonología, protosemántica, morfología y simbología). No existe la protoforma IE (bherH-g-o-) para abedul en céltico, griego, armenio, anatolio, tocario, y en itálico pasa a significar fresno <*far(a)g-(s)nos. Sí, en cambio, pueden surgir, teóricamente, de la protoforma IE bherH-g-o- en eslavo (berëza, bereza, brzoza, bréza, breza,...) en germánico (Inglés Antiguo) (berc, *birce)>birch, báltico (bérzas), sánscrito (*bhrHg-> bhurjá-), etc.). La raíz -o- (eslavo -a-) -Meillet (1923, p.197)- denotaría género femenino para el género botánico Betula, o, al menos, para la especie Betula pendula. Nota: J.M. Barandiarán en su "Bosquejo Etnografico de Sara" A.E.F. 1962, T.XIX, en la relación de casas dice: «BURKIA.- El L.B. trae un apellido Burqui. No sé si los apellidos Murgui y Murguia, que figuran en el mismo libro, tienen alguna relación con Burgui. En 1754 se señala casa la Murguia. En 1803 vivían en Bourguia... Según la L.S. en 1804 vivían en "Burkhia" ... En 1940 (se supone que en Burkhia) vivía ...».
4. el árabe: alkate (alcalde), alkandora (camisa) o azoka (mercado)

### Dialectología y variantes

#### Dialectos
En 1729, el jesuita Manuel de Larramendi publicó en Salamanca una gramática del euskera, a la que titula El Imposible Vencido. El arte de la lengua bascongada, donde hablaba de los diversos dialectos: cita al guipuzcoano, al vizcaíno y al navarro o labortano (que comúnmente es uno mismo, dice).

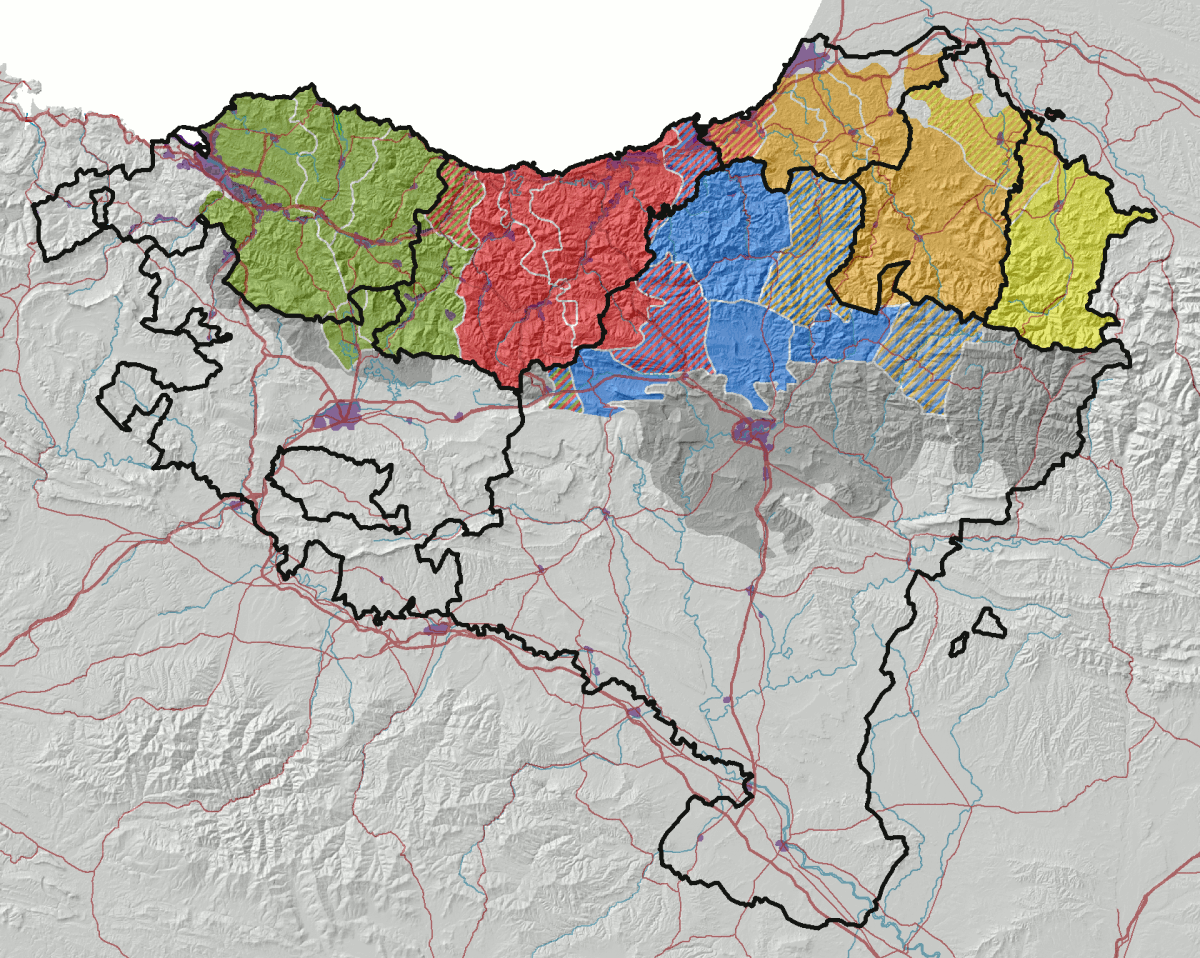
Distribución actual de los 5 dialectos del euskera, según Koldo Zuazo:
dialecto occidental
dialecto central
dialecto navarro
dialecto navarro-labortano
dialecto suletino
zonas hispanófonas que eran vascófonas en el (de acuerdo con el mapa de Luis Luciano Bonaparte)

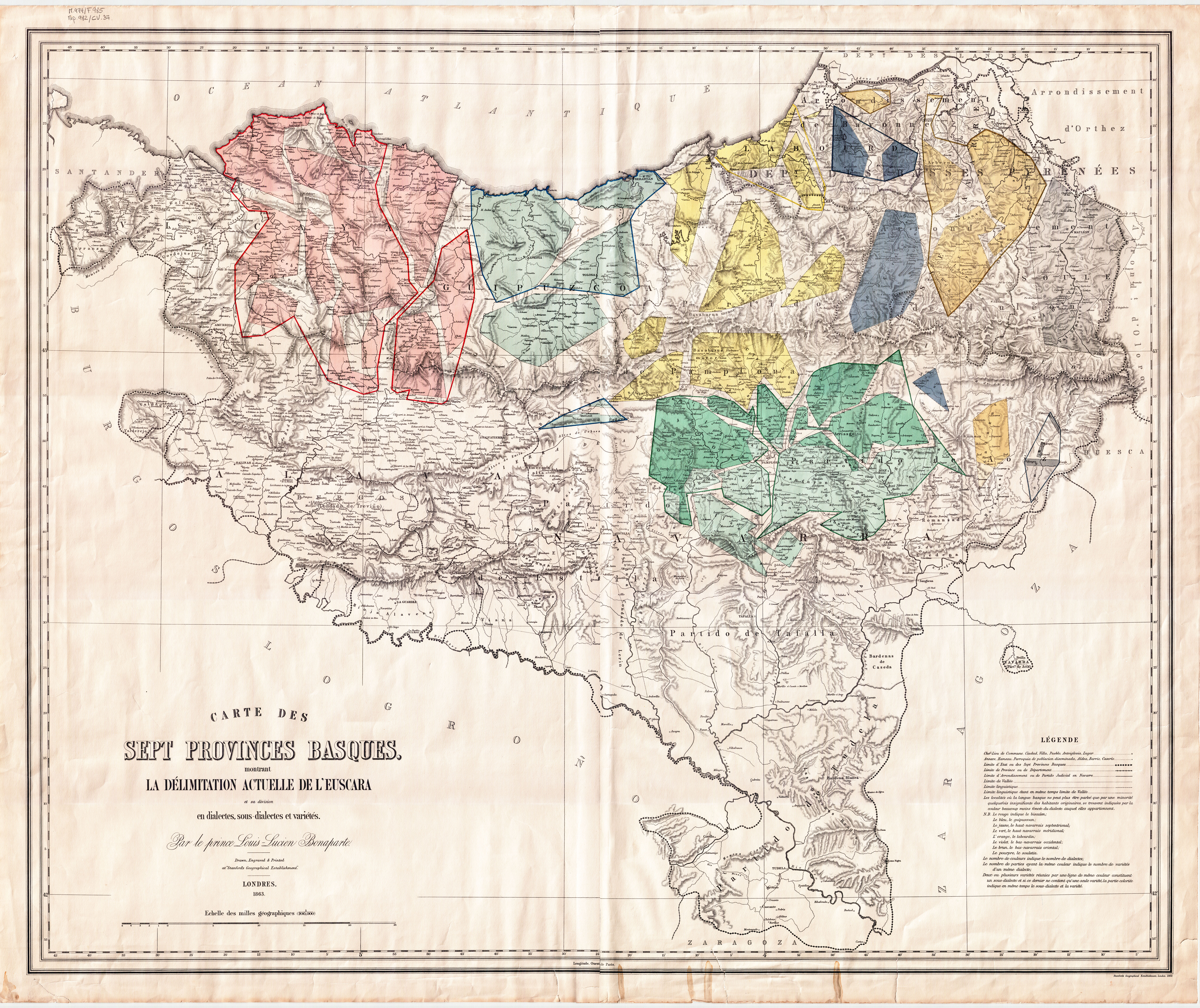
Distribución dialectal según Luis Luciano Bonaparte en 1869.

Una clasificación posterior de los dialectos fue obra del vascófilo Louis-Lucien Bonaparte, sobrino de Napoleón Bonaparte. El mapa fue revisado por el sacerdote y primer presidente de la Academia de la Lengua Vasca, Resurrección María de Azkue (1864-1951).
En 1998, el lingüista Koldo Zuazo realizó una renovación de la distribución de los dialectos, basándose en criterios desconocidos o ignorados por los anteriores autores. Esta clasificación moderna divide al euskera en seis dialectos (en euskera llamados euskalkiak): dialecto occidental; dialecto central; navarro, navarro oriental (roncalés, extinto), navarro-labortano y suletino. Bonaparte consideraba el dialecto roncalés un subdialecto del suletino («suletino español»), mientras que Azkue lo clasificó como dialecto diferenciado. Esta variante hablada antiguamente en los siete pueblos del valle de Roncal (Navarra), desapareció definitivamente en 1991 con la muerte de Fidela Bernat, su última hablante. Se podría hablar también de un dialecto alavés, hoy día extinto, aunque por la toponimia y los testimonios escritos que se conocen sabemos que era muy parecido al dialecto occidental. La principal fuente de información del euskera hablado en Álava es hoy día el recientemente descubierto manuscrito de Juan Pérez de Lazarraga (siglo XVI), ya que se trata del testimonio escrito más completo.
Los mapas se realizan uniendo en grupos las hablas con coincidencias generales, ya que el euskera se caracteriza por su variedad en giros y acentos. Las diferencias se pueden apreciar de una localidad a otra, e incluso de un barrio a otro. Por ejemplo, si tomamos la palabra ogia (el pan), a lo largo de los territorios vascohablantes encontraremos variantes de la misma palabra como ogiya, ogiye, ogixa, ogixe, uía, uíe, uíxe, oía, etc.
Las diferencias fonológicas, morfosintácticas y léxicas entre dos dialectos geográficamente distantes pueden ser tantas como las que existen entre el catalán y el castellano. Este es el caso del vizcaíno (extremo occidental) y del suletino (extremo oriental), que se caracterizan por su lejanía respecto a los demás dialectos, y que son hablados precisamente en los dos extremos del dominio lingüístico del euskera. Aun así, para la mayoría de los vascohablantes hablar dialectos diferentes no es un obstáculo insalvable para entenderse. Por otra parte, la inteligibilidad mutua puede depender, además de la distancia geográfica, de la costumbre y el «don de lenguas» de los hablantes, además del nivel de escolarización y del consiguiente conocimiento de la propia lengua más allá del registro coloquial. Un caso ilustrativo puede ser el del vizcaíno: un vascohablante navarro, por ejemplo, puede entender sin grandes dificultades a alguien que habla una variedad occidental, gracias a que no le son extrañas las palabras que utiliza, las cuales ha podido leer en los libros y usarlas en un registro formal. Además, el vascohablante navarro puede acostumbrarse a escuchar euskera vizcaíno en los medios de difusión y hacerse entender con interlocutores vizcaínos, hablando cada uno en su respectivo dialecto, sin excesivas complicaciones. Esto, dicho está, depende de la predisposición, pronunciación, o nivel cultural de los interlocutores. Estas situaciones son habituales en lenguas que se caracterizan por su diversidad dialectal, como son los casos del alemán y el italiano.
A este respecto, el lingüista Koldo Mitxelena opina que

La discusión es más bien ociosa en cuanto no se arbitre una técnica que permita darle una respuesta precisa, cuantitativa. La estimación de esa magnitud es, además, relativa por necesidad: para un lingüista, por ejemplo, las diferencias no son grandes y, si el lingüista es un comparatista, las encontrará incluso desesperadamente pequeñas. El mismo criterio de posibilidad de comprensión mutua entre hablantes de variedades distintas, que es al que con más frecuencia se suele apelar, es de dudoso valor. La comunicación mutua depende en alto grado del "don de lenguas", esa capacidad peculiar hecha de versatilidad y mimetismo, de los interlocutores en contacto. Es sabido, por otra parte, que [lo que] en un primer encuentro resulta ininteligible llega a ser comprensible y hasta claro tras un periodo más o menos largo de acomodación y aprendizaje. 
Sobre el pasado de la lengua vasca, 1964, p.18

Muchas personas han aprendido principalmente el euskera unificado, con mayor o menor influencia del habla de su región. Aunque el euskera batúa es la versión oficial del idioma, los dialectos son muy utilizados en las radios y publicaciones locales, con el objetivo de acercarse más al lenguaje cotidiano. En los casos del dialecto occidental y del suletino, también están presentes en la enseñanza y la propia academia ha dictado normas sobre su escritura. Ello no se contrapone al uso del euskera batúa, pues se considera que la convivencia entre los dialectos y el vasco estándar es una condición indispensable para garantizar la vitalidad de la lengua.
Por las condiciones históricas en las que la literatura vasca se ha desarrollado, la comunidad lingüística no ha dispuesto de un único modelo para el uso escrito, sino varios, que no pudiendo imponerse completamente al resto, se han ido desarrollando paralelamente desde el siglo XVI. En los manuales de historia de la literatura vasca se habla de los "dialectos literarios" guipuzcoano, vizcaíno, labortano y suletino, ya que estos son los más utilizados en la producción literaria. Tanto el guipuzcoano al sur de los Pirineos, como el labortano al norte, han sido durante siglos los más utilizados como estándar, y son variedades que ganaron cierto prestigio en sus áreas de influencia, siendo referenciales a la hora de emprender el proyecto de la unificación en los años 60.
Labortano
"Alabainan Jainkoak altean du mundua maithatu, non bere Seme bekharra eman baitu, hunen baithan sinhesten duen nihor ez dadien gal, aitzitik izan dezan bethiko bizitzea"
Suletino
"Zeren Jinkoak hain du maithatü mundia, nun eman beitü bere Seme bekhotxa, amorekatik hartan sinhesten dian gizoneratik batere eztadin gal, bena ükhen dezan bethiereko bizitzia"
Guipuzcoano
"Zergatik ain maite izan du Jaungoikoak mundua, non eman duen bere Seme Bakarra beragan fedea duan guzia galdu ez dedin, baizik izan dezan betiko bizia"
La forma euskera (de los dialectos guipuzcoano, vizcaíno y altonavarro) es más usada que el término vascuence entre los hispanohablantes vascos y es la adoptada en el Diccionario de la lengua española en su XXIIª edición. En cambio, en batúa se le denomina únicamente euskara (la más común en los dialectos centrales). También, según la región, se le llama euskala, eskuara, eskuera, eskara, eskera, eskoara, euskiera, auskera, oskara, uskera, uskaa, uska o üskara.

### Historia
- Historia de la lengua vasca Archivado el 23 de noviembre de 2010 en Wayback Machine.
- El Vascuence o Euskara: perspectiva histórica y panorama actual
- Pueblos y grupos lingüísticos prerromanos (200 a. C.)
- Las fronteras de la lengua vasca a lo largo de la historia, por Carlos Cid Abasolo. Revista de Filología Románica ISSN 0212-999X 2002, 19, 15-36.
- Cronología del Euskera
- Lenguas aisladas: El Vascuence
- El euskera arcaico. Extensión y parentescos Archivado el 1 de diciembre de 2008 en Wayback Machine., por Luis Núñez Astrain.
- Koldo Zuazo: Los "euskalkis" actuales tienen su origen en la Edad Media Archivado el 7 de enero de 2009 en Wayback Machine.
- 1416 El texto más antiguo en euskera de Navarra.
- El libro blanco del euskara de Euskaltzaindia.

### Variedades
- Dialectos, subdialectos y variedades del euskera por municipios
- "Euskara Araban" (El euskera en Álava"), Uztaro 21 (en euskera) Archivado el 2 de diciembre de 2009 en Wayback Machine..
- Archivo Oral Eibartarren Ahotan. Voces de Eibar.

### Aprendizaje
- Curso de Euskera Curso completo para llegar a entender y hablar Euskera.
- Curso Deusto de Euskera curso en internet de acceso libre con tres niveles, usando como lengua de soporte el castellano, con lecciones escritas y archivos de audio.
- Breve descripción en capítulos del Euskera. Desde la declinación hasta frases hechas.
- Fonatari Archivado el 16 de septiembre de 2008 en Wayback Machine., portal de fonética del euskera
- Gramática del euskera Adaptación realizada por José M. García-Miguel (Universidade de Vigo) a partir de Materiales para el estudio del vasco de Juan Carlos Ruiz Antón (Universitat Jaume I, Castellón)
- Certificado Bai Euskarari

### Diccionarios en línea
- Orotariko Euskal Hiztegia (Diccionario general de Euskara, de Euskaltzaindia)
- Índice de diccionarios y recopilaciones de vocabularios locales.
- Índice de diccionarios temáticos.
- Diccionario Elhuyar.
- Hiztegi 3000.
- Manuel de Larramendi, Diccionario trilingüe castellano, vascuence y latín, San Sebastián, Bartolomé Riesgo y Montero, 1745.

- Datos: Q8752
- Multimedia: Basque language / Q8752
- Guía turística: Guía de euskera
- Diccionario: Wikcionario:Referencia/EU
- Libros y manuales: Euskera
- Citas célebres: Euskera